# Sidney Crosby
Pour les articles homonymes, voir Crosby.
Sidney Patrick Crosby (né le 7 août 1987 à Cole Harbour en Nouvelle-Écosse au Canada) est un joueur canadien de hockey sur glace professionnel évoluant dans la Ligue nationale de hockey en tant que centre. Il fait ses débuts dans la LNH lors de la saison 2005-2006 après avoir été le premier choix du repêchage la même année. Capitaine des Penguins de Pittsburgh depuis mai 2007, il mène l'équipe à la victoire de la Coupe Stanley à l'issue de la saison 2008-2009,. Il remporte avec les Penguins deux nouvelles Coupes Stanley en 2016 et 2017.
Avec l'équipe du Canada, il remporte également la médaille olympique lors des Jeux olympiques de 2010 joués à Vancouver ; il inscrit alors le but de la victoire lors des prolongations contre les États-Unis. Quatre ans plus tard et en tant que capitaine, il conduit le Canada à une nouvelle médaille d'or lors des Jeux de 2014. En 2015, il remporte le troisième titre majeur du hockey, toujours en tant que capitaine, en menant l'équipe du Canada au titre de champion du monde ; il intègre alors le Club Triple Or.

## Biographie

### Sa jeunesse

#### Son enfance
Sidney Crosby naît le 7 août 1987 à Cole Harbour dans la province de la Nouvelle-Écosse au Canada de Trina et Troy Crosby. Le père de Sidney naît à Halifax, le 11 septembre 1966 et il pratique le hockey en tant que gardien de but. Il joue avec les Canadiens junior de Verdun dans la Ligue de hockey junior majeur du Québec (également désignée par le sigle LHJMQ) et participe à la coupe Memorial de 1985. Troy est un choix de douzième tour (240e au total) des Canadiens de Montréal lors du repêchage de 1984 de la Ligue nationale de hockey. Il ne joue toutefois aucun match dans la LNH au cours de sa carrière. En 79 rencontres dans la LHJMQ en 1983-1984 et 1984-1985 avec Verdun, il affiche une moyenne de buts alloués de 4,31.
Sidney Crosby commence à patiner à l'âge de 2 ans et demi puis à jouer au hockey à l'âge de 5 ans et demi, alors que son père, Troy, a aménagé un espace à cet effet dans le sous-sol de la maison familiale. Très jeune, il a l'habitude de viser l'ouverture de la machine à laver familiale. Quand il a 5 ans, il rejoint l'équipe de Dartmouth et deux ans plus tard, il rejoint un camp d'entraînement de hockey de Halifax, camp dédié aux meilleurs joueurs des Provinces maritimes ; il y croise chaque été Brad Richards. À 7 ans, il est connu de la presse locale et donne sa première entrevue. Depuis son plus jeune âge Crosby a l'habitude de jouer avec des joueurs plus âgés que lui et, à l'âge de 13 ans, ses parents décident d'engager un entraîneur particulier, Andy O'Brien âgé de 22 ans, pour que Sidney devienne plus fort aussi bien physiquement que mentalement. En 2001, Hockey Day in Canada effectue un reportage sur le phénomène Crosby.

#### La première année dans la LHJMQ (2003-2004)

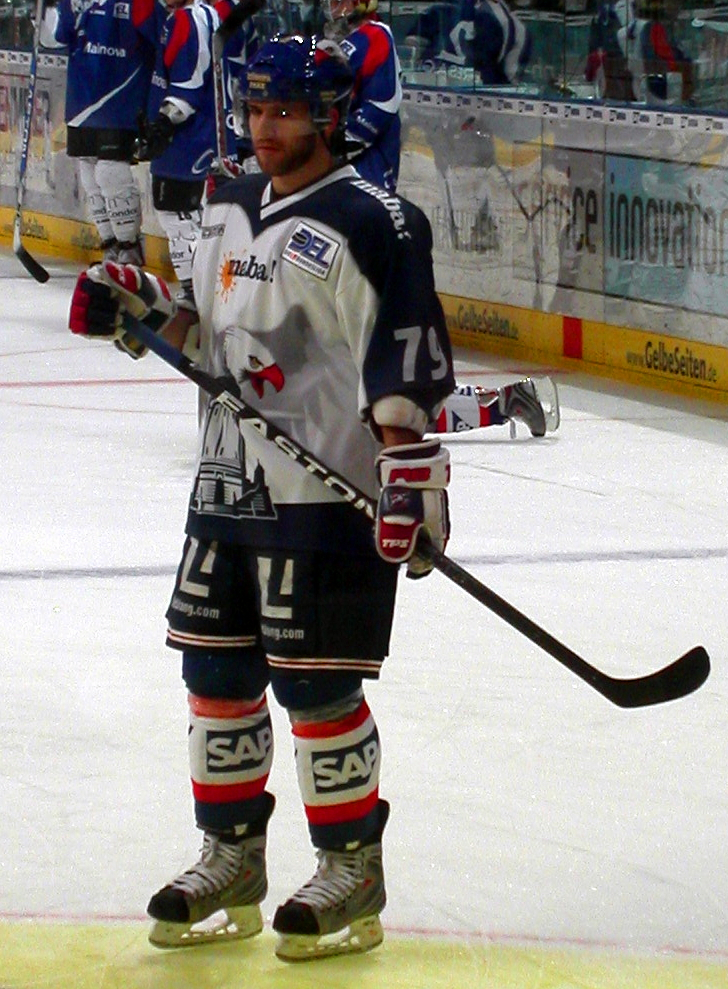
En 2004-2005, Crosby joue aux côtés de Mario Scalzo.

Il est réclamé au tout premier rang lors de la séance de repêchage midget de 2003 de la Ligue de hockey junior majeur du Québec par l'Océanic de Rimouski. Au cours du mois d'août 2003, il est sélectionné avec l'équipe du Canada moins de 18 ans – il n'a alors que 15 ans – pour jouer la Coupe du monde junior des moins de 18 ans en République tchèque. L'équipe termine à la quatrième place du classement. Il finit meilleur pointeur des Canadiens avec six points – quatre buts et deux passes – en cinq matchs.
Pour le premier match joué avec sa nouvelle équipe de l'Océanic, un match amical, il inscrit huit points et se voit alors surnommé Darryl en l'hommage de Darryl Sittler, auteur de dix points lors d'un match en 1976. Lors de sa première saison avec l'Océanic, il domine la ligue en marquant le plus de points lors de la saison régulière et établit un nouveau record pour une recrue, pour le nombre de points, 135, mais également des buts, 54. Normand Dupont détenait auparavant ce record avec 125 points.
Il est sélectionné fin 2003 en étant membre de l'équipe canadienne des moins de vingt ans lors du championnat du monde junior 2004. Il joue, pour une fois, avec le numéro 28. Le 28 décembre, le Canada rencontre la Suisse et lors de la troisième période, à quelques secondes de la fin du match, il marque son premier but international, le septième de son équipe. Il n'a alors que 16 ans, 4 mois et 24 jours et devient le plus jeune joueur canadien de l'histoire à avoir marqué un but dans un championnat du monde junior,. À la fin du tournoi, il totalise cinq points en six rencontres jouées et remporte la médaille d'argent après une défaite en finale 4-3 contre les États-Unis.
Malgré la défaite de son équipe en demi-finale des séries de la LHJMQ contre les Wildcats de Moncton, il reçoit de nombreux trophées à la fois de la LHJMQ mais également de la Ligue canadienne de hockey. Il remporte ainsi les six trophées de la LHJMQ suivants : le trophée Jean-Béliveau du meilleur pointeur, la Coupe Telus du joueur offensif de l'année, le trophée Michael-Bossy du meilleur espoir de la saison, le trophée Michel-Brière du meilleur joueur de la saison, le trophée Paul-Dumont de la personnalité de l’année ainsi que le trophée Michel-Bergeron et la coupe RDS de la meilleure recrue offensive et de la meilleure recrue au général de la saison,. Il est également nommé dans la première équipe d'étoiles de la LHJMQ et dans celles des recrues. En plus de ces trophées de la LHJMQ, il reçoit des trophées de la Ligue canadienne de hockey – ligue comprenant la Ligue de hockey de l'Ouest, la Ligue de hockey de l'Ontario et la LHJMQ. Il est récompensé par les trophées suivants : joueur de l'année, meilleur pointeur, Canada Post Cup et recrue de l'année.

#### Champion du monde junior (2004-2005)

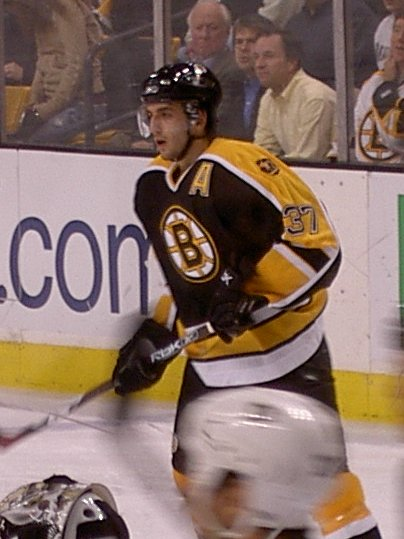
En 2004-2005, Crosby et Patrice Bergeron (ici avec les couleurs des Bruins de Boston) sont sacrés champions du monde junior.

En 2004-2005, il joue sa deuxième saison dans la LHJMQ et finit encore une fois à la première place des pointeurs de la ligue avec 168 points. Cette fois, il guide son équipe à la victoire des séries contre les Mooseheads d'Halifax, tout en ne perdant qu'un seul match des séries. L'équipe remporte la Coupe du président et reçoit le droit de jouer la Coupe Memorial 2005. L'Océanic parvient à la finale du tournoi mais perd 4-0 contre les Knights de London de la LHO. Crosby reçoit encore une fois de nombreux trophées de la LHJMQ et de la LCH : trophée Jean-Béliveau, coupe Telus, trophée Michael-Bossy, trophée Michel-Brière, trophée Paul-Dumont et enfin le trophée Guy-Lafleur en tant que meilleur joueur des séries éliminatoires. La LCH le récompense avec les trophées suivants : joueur de l'année, meilleur pointeur, Canada Post Cup, meilleur espoir et il reçoit aussi le trophée Ed-Chynoweth en tant que meilleur pointeur de la Coupe Memorial. Il est également désigné membre de la première équipe d'étoiles de la LHJMQ et la LCH.
En décembre 2004, il est une nouvelle fois sélectionné pour le championnat du monde junior et inscrit trois doublés lors des trois premiers matchs remportés sur les scores de 7-3, 8-1 et 9-0. Il ne marque pas de points lors du dernier match de poule mais le Canada finit tout de même en tête et accède directement à la demi-finale. Les Canadiens disposent des juniors tchèques sur le score de 3-1 avec une passe décisive de Crosby pour un but de Patrice Bergeron. La finale se joue le 4 janvier 2005 contre l'équipe de Russie emmenée par Aleksandr Ovetchkine. Finalement, les Canadiens remportent la médaille d'or en battant leurs adversaires 6-1 avec une assistance pour Crosby, encore une fois sur un but de Bergeron. Avec six buts et trois passes en six matchs, Sidney Crosby finit sixième pointeur du tournoi, Bergeron finissant premier avec treize réalisations.
Pendant ce temps, la saison 2004-2005 de la LNH de la Ligue nationale de hockey est annulée en raison d'un lock-out, l'ordre du repêchage d'entrée 2005 est déterminé le 22 juillet 2005 par une loterie spéciale alors que les pronostics le placent en première position. Les Penguins de Pittsburgh gagnent le droit de choisir en premier et Mario Lemieux, patron des Penguins, appelle l'agent du jeune Crosby, Pat Brisson, pour lui dire qu'ils veulent compter Crosby dans leurs rangs,. Il signe ainsi un contrat de 850 000 $ avec les Penguins pour trois ans – le maximum pour une recrue de la LNH. Il décide alors de continuer à porter le numéro 87, représentant sa date de naissance selon l'ordre du système anglais, le 8/7/87 – le 7 août 1987. À la suite d'une proposition de Brisson, acceptée par la famille Lemieux, Crosby vient habiter chez son président le temps qu'il se fasse au monde de la LNH.

### La Ligue nationale de hockey

#### La première saison (2005-2006)

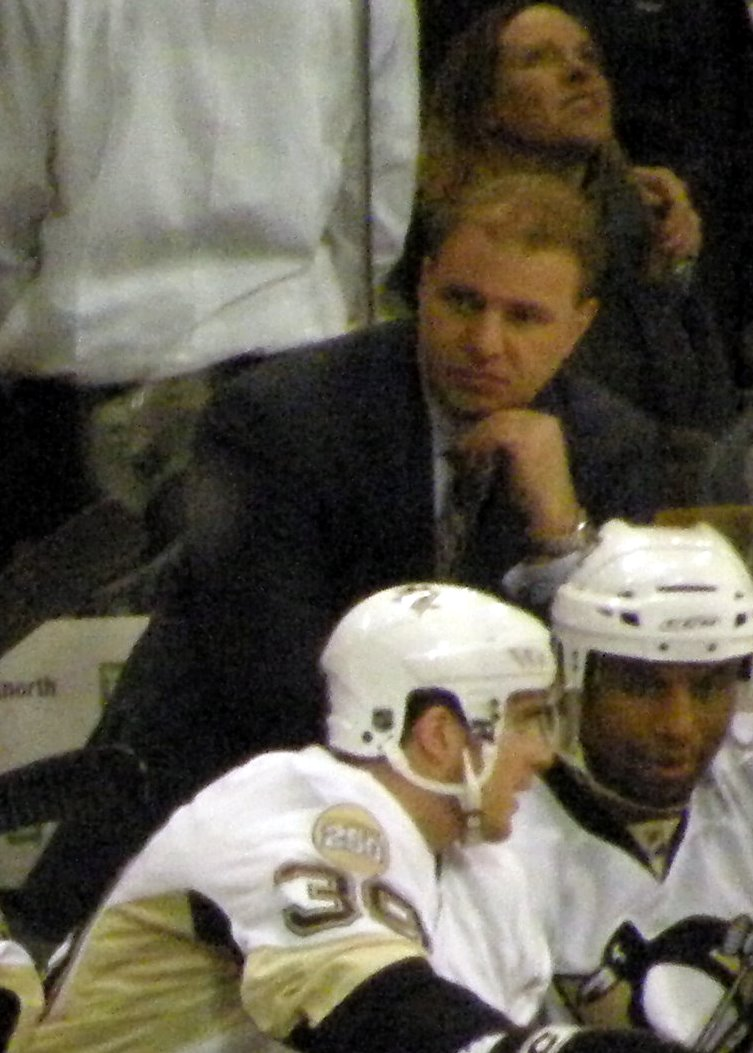
Michel Therrien nomme Crosby assistant-capitaine de l'équipe en décembre 2005.

Crosby fait ses débuts dans la LNH lors du premier match des Penguins de la saison 2005-2006. Ce soir là, pour la première fois de son histoire, la LNH fait jouer quinze matchs avec les trente équipes alors que les Penguins sont opposés aux Devils du New Jersey. Cent-cinquante journalistes sont présents dans la salle du Continental Airlines Arena pour voir les débuts de la nouvelle sensation. Les Penguins perdent la rencontre sur le score de 5 buts à 1 contre les Devils menés par Martin Brodeur – ce dernier offrant sa crosse à Crosby à la fin du match – et Crosby inscrit un point grâce à sa passe sur le but de Mark Recchi.
Les Penguins font leurs débuts dans leur patinoire, le Mellon Arena le 8 octobre 2005 contre les Bruins de Boston. Il s'agit de leur troisième match de la saison et ils comptent deux défaites. La salle est pleine de 17 132 spectateurs dont Tina et Troy Crosby ainsi que Gary Bettman, commissaire de la LNH. Crosby inscrit son premier but dans la LNH au gardien finlandais de Boston, Hannu Toivonen, à la fin de la deuxième période. Malgré ce but et deux passes du jeune Crosby, les Penguins perdent la rencontre 7 à 6 même si le joueur de Cole Harbour est nommé deuxième étoile de la rencontre.
L'équipe 2005-2006 des Penguins compte dans ses rangs le propriétaire, capitaine et logeur de Crosby, Mario Lemieux, mais également de jeunes joueurs comme Marc-André Fleury dans les buts ou encore Colby Armstrong. Mais en décembre 2005, Lemieux joue son dernier match de sa carrière mettant fin à celle-ci à l'âge de 40 ans. Derrière le banc de l'équipe, Ed Olczyk ne réussit pas à faire gagner des matchs à son équipe puisqu'en trente-et-un matchs seulement huit se soldent par une victoire. Il est remplacé le 16 décembre par l'entraîneur des Penguins de Wilkes-Barre/Scranton, équipe affiliée à Pittsburgh dans la Ligue américaine de hockey, Michel Therrien. Un de ses premiers actes en tant que nouvel entraîneur des Penguins est de nommer Crosby comme assistant-capitaine de Lemieux. Ce choix de Therrien est largement critiqué par la presse, en particulier par Don Cherry, présentateur vedette de l'émission Hockey Night in Canada. À la même époque, Crosby devient la cible de plus en plus de coup bas et il commence alors à se plaindre aux arbitres, ce qui n'est pas du goût des commentateurs des différentes rencontres ainsi que de Cherry. Celui-ci lui reproche de trop parler aux arbitres, d'être exubérant quand il marque des buts, de plonger pour provoquer des pénalités et surtout d'être assistant-capitaine à l'âge de 18 ans alors que ce poste devrait revenir à des vétérans de l'équipe comme Recchi ou John LeClair.

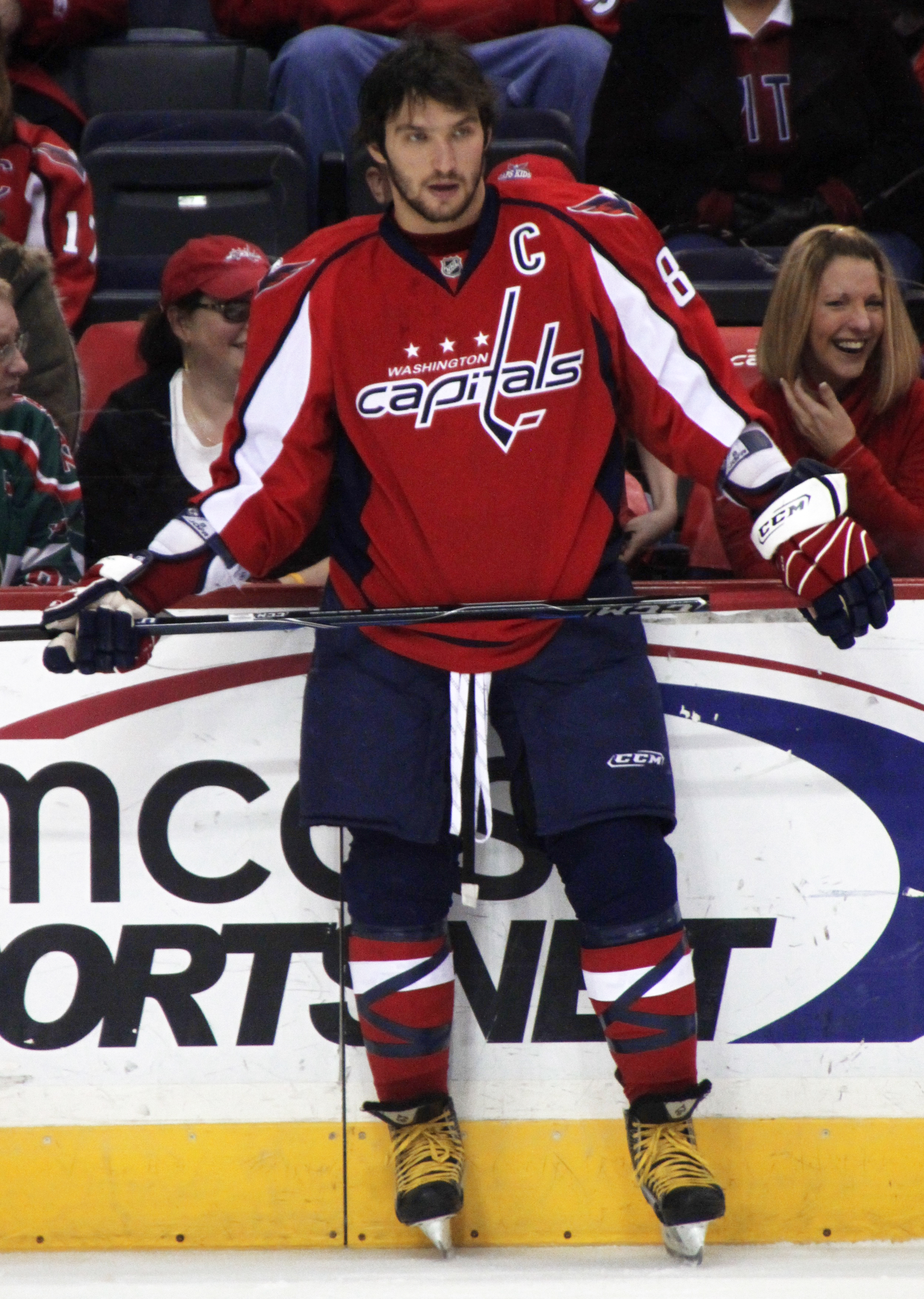
Aleksandr Ovetchkine remporte le trophée Calder devant Crosby en 2006.

Lors de cette première saison, Crosby fait partie de la liste des joueurs sélectionnés pour remporter le trophée Calder de la meilleure recrue de la saison. C'est finalement Aleksandr Ovetchkine des Capitals de Washington, finissant la saison avec 106 points, qui remporte le trophée écartant Dion Phaneuf et Crosby. Il est tout de même nommé dans l'équipe d'étoiles des recrues aux côtés d'Henrik Lundqvist dans les buts, Andrej Meszároš et Phaneuf en défense et Ovetchkine et Brad Boyes en attaque.
Crosby devient le joueur le plus jeune de l'histoire de la LNH à dépasser la barre symbolique des 100 points, avec un total de 102 réalisations, d'où lui vient le célèbre surnom de « Sid The Kid ». Il est deuxième meilleur pointeur recrue de l'histoire de la LNH après les 103 points de Dale Hawerchuk en 1981-1982. Crosby, étant le joueur des Penguins avec le plus de mentions d'assistances – 63 passes décisives – et de points lors de sa première saison, bat les records de Lemieux de 57 aides et 100 points en 1985. Il dépasse donc la barre symbolique des 100 points mais aussi celle des 100 minutes de pénalité avec 110 minutes récoltées – il s'agit de la première fois de l'histoire de la LNH qu'un joueur réussit cette performance sur sa première saison. Il finit sixième meilleur pointeur et sixième meilleur passeur mais son équipe ne parvient tout de même pas à se qualifier pour les séries éliminatoires avec seulement 58 points et une avant-dernière place au classement final de la LNH.
Son équipe n'étant pas qualifiée pour les séries, il connaît sa première sélection avec l'équipe du Canada senior pour le championnat du monde 2006 qui se joue à Riga en Lettonie. Le premier match est une victoire pour les Canadiens, 5-3 contre le Danemark, et Crosby inscrit deux buts en jouant aux côtés de Bergeron et de Brad Boyes. Le deuxième match joué contre la Norvège est également une victoire pour le Canada, 7-1, avec quatre points de plus inscrits par le joueur de Pittsburgh. Le troisième match de poule oppose les Canadiens à leurs voisins des États-Unis et Crosby inscrit le premier but de son équipe qui remporte la partie 2-1 grâce au capitaine de l'équipe, Brendan Shanahan. Le Canada finit la première partie du championnat en tête puis fait de même au deuxième tour alors que Crosby continue à inscrire au moins un point par rencontre. En quart de finale, les Slovaques ouvrent la marque par l'intermédiaire de Dušan Milo mais les Canadiens répliquent par quatre fois dont la troisième par Crosby. L'équipe du Canada perd son deuxième match du tournoi en demi-finale 5-4 contre la Suède malgré une bonne partie de Crosby élu homme du match du côté canadien. L'équipe perd le match de la petite-finale, 5-0, contre la Finlande. Crosby totalise seize points à l'issue du tournoi, le meilleur de la compétition, est désigné meilleur attaquant par les instances du championnat et fait partie de l'équipe type du tournoi selon les journalistes. Il est alors le plus jeune joueur de l'histoire des championnats du monde à remporter un titre de meilleur pointeur.

#### La première qualification pour les séries (2006-2007)

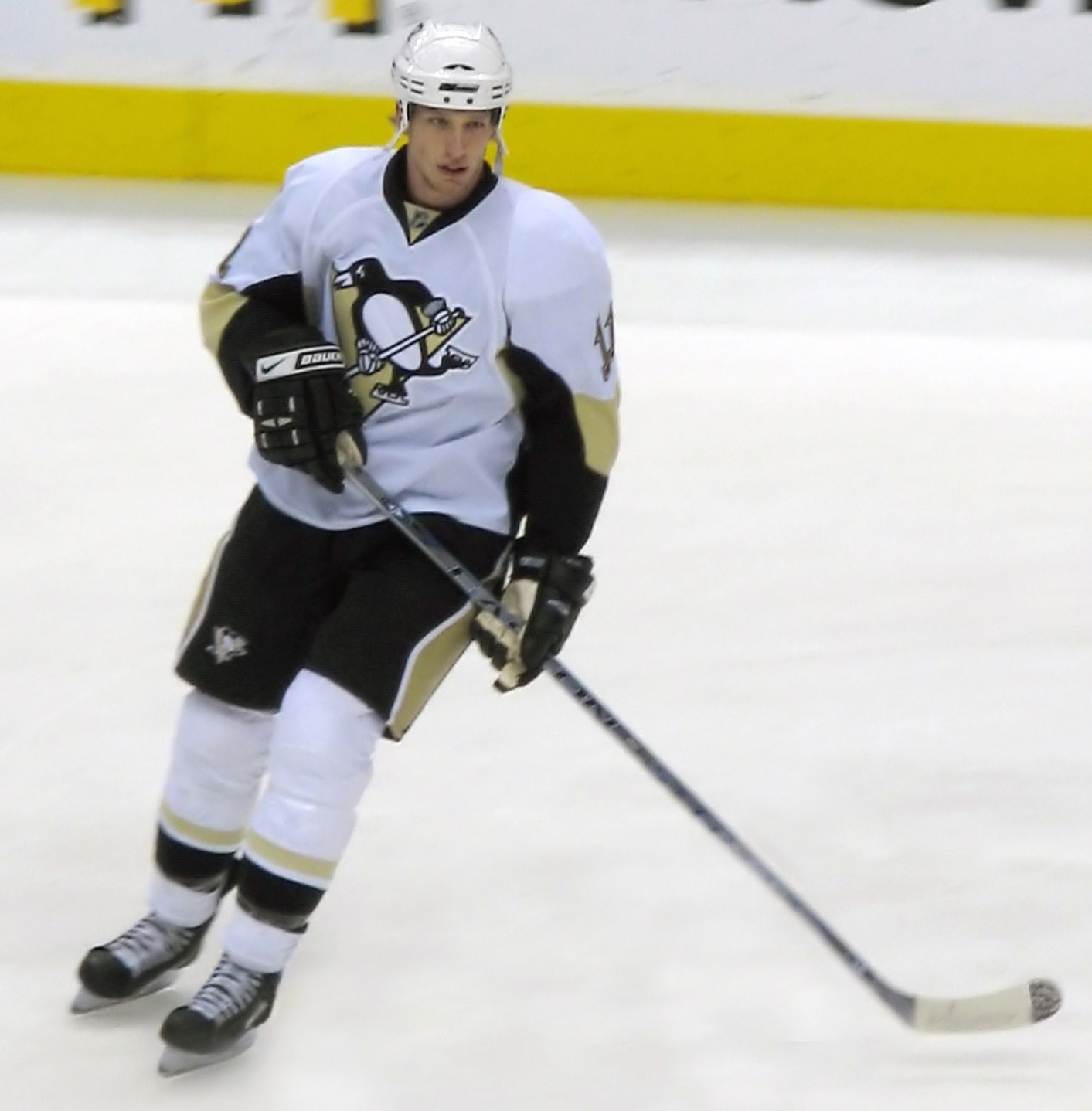
Jordan Staal nouveau joueur des Penguins au début de la saison 2006-2007 de la LNH.

Au début de la saison 2006-2007, Crosby et les Penguins voient arriver de nouveaux joueurs dans l'effectif dont les choix de premiers tours de l'équipe : Ievgueni Malkine, choisit en 2004 et Jordan Staal en 2006.

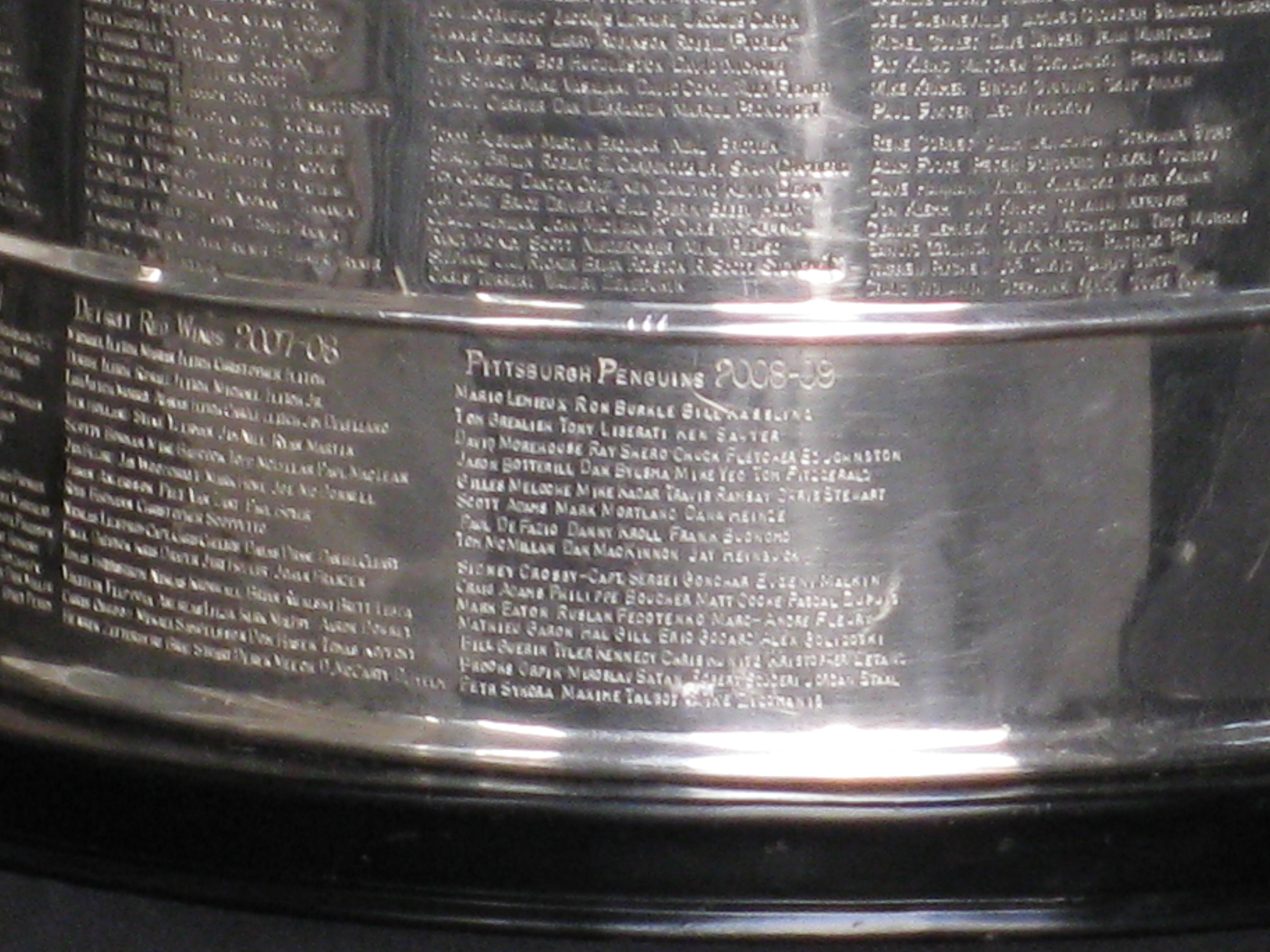
La Coupe Stanley et l'effectif des Penguins gravé.

Le 28 octobre, lors d'une victoire 8 à 2 sur les Flyers de Philadelphie, Crosby réussit le premier coup du chapeau de sa carrière, et le 13 décembre, lors d'une victoire 8 à 4 contre ces mêmes Flyers, Crosby marque son nom à six occasions sur la feuille de match – un but et cinq passes décisives – et prend par la même occasion la tête des pointeurs de la LNH. Le 9 janvier, Sidney Crosby est élu dans la formation partante de l’association de l'Est pour le 55e Match des étoiles de la LNH. Crosby est le joueur à avoir reçu le plus de votes de la part du public, 825 783 votes, toutes positions confondues et à 19 ans et 5 mois, il est le plus jeune joueur à être élu pour entamer un Match des étoiles – Jaromír Jágr détenait le record depuis 1991-1992 alors qu'il évoluait également avec les Penguins. Le 2 mars, il marque un but lors d'une défaite 3 à 2 contre les Hurricanes de la Caroline. Il s’agit de son 200e point depuis ses débuts et, à 19 ans et 207 jours, il devient le joueur le plus jeune de l'histoire de la LNH à inscrire 200 points et seulement le deuxième joueur de moins de 20 ans à réaliser cette performance – le premier étant Wayne Gretzky en 1980-1981 alors qu'il est âgé de 19 ans et 364 jours.

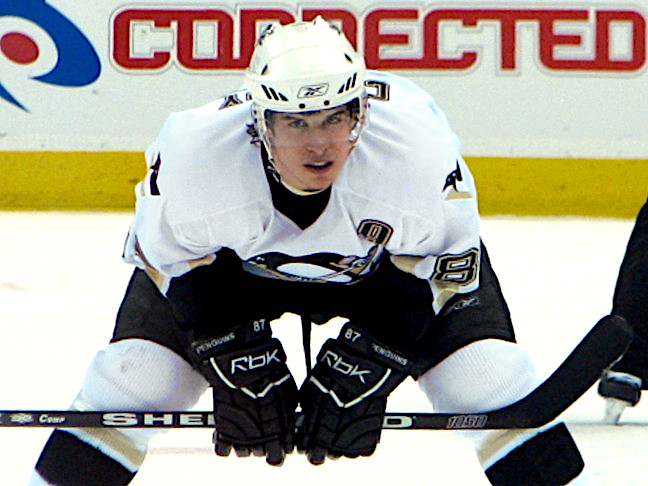
Crosby en avril 2007 avec Pittsburgh

L'équipe des Penguins parvient pour la première fois aux séries éliminatoires depuis 2001, mais ils perdent au premier tour contre les Sénateurs d'Ottawa 4 matchs à 1 alors qu'Ottawa atteint par la suite la finale de la Coupe Stanley. Crosby finit la saison avec le meilleur total de points, 120, remportant ainsi son premier grand trophée de la LNH, le trophée Art-Ross. Il est le plus jeune joueur de l'histoire de la LNH à remporter le titre de meilleur pointeur mais également le plus jeune joueur à remporter le championnat des marqueurs de son sport, pour les quatre ligues de sport majeur en Amérique du Nord confondues : la National Basketball Association, la National Football League, la Ligue majeure de baseball et bien sûr la LNH. Malkine quant à lui remporte le trophée Calder de la meilleure recrue, devant Staal et Paul Stastny de l'Avalanche du Colorado, en finissant meilleur pointeur des joueurs en première saison avec un total de 85 points.
Crosby gagne également le trophée Hart du meilleur joueur ainsi que celui du trophée Lester-B.-Pearson pour le meilleur joueur selon ses pairs. Pour le trophée Hart, Crosby est en concurrence avec les gardiens, Martin Brodeur et Roberto Luongo. Ce dernier est également sur la liste avec Vincent Lecavalier pour le trophée Pearson. Crosby est nommé dans la première équipe d'étoiles de la LNH avec Brodeur dans les buts, Nicklas Lidström et Scott Niedermayer en défense et Ovetchkine et Dany Heatley en attaque.
Le 31 mai 2007, il est nommé capitaine de l'équipe, titre laissé vacant depuis le départ à la retraite de Mario Lemieux le 25 janvier 2006. Crosby devient alors le plus jeune capitaine permanent de l'histoire des Penguins et par la même occasion de la LNH,. Le 10 juillet 2007, il signe une prolongation de son contrat pour cinq ans et 8,7 millions de dollars par an. Il est ainsi lié aux Penguins jusqu'à la fin de la saison 2012-2013,. Crosby ne prend pas part au championnat du monde 2007 qui se joue en Russie. En effet, même s'il est sélectionné, il doit renoncer en raison d'un os cassé dans le pied, blessure qu'il avoue traîner depuis un mois.

#### La première finale de Coupe Stanley (2007-2008)

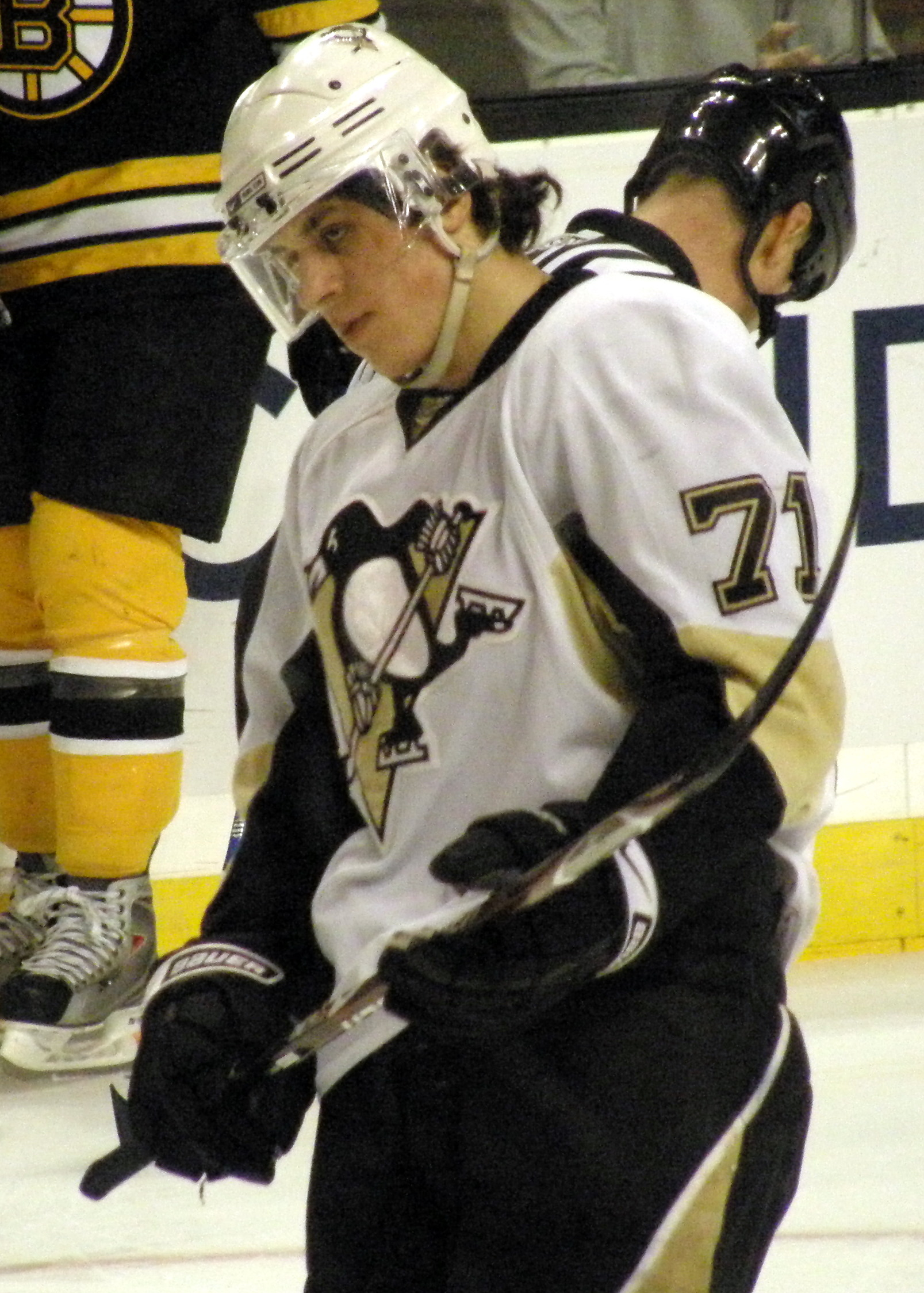
En 2008, Crosby se blesse et Ievgueni Malkine prend le relais pour guider l'équipe à la finale de la Coupe Stanley.

Le 20 décembre après avoir aidé Malkine à inscrire le premier but de l'équipe contre les Bruins de Boston, puis en avoir marqué un, il réalise son premier combat dans la LNH contre Andrew Ference. Il réalise ainsi un « Gordie Howe hat trick », littéralement en français un coup du chapeau de Gordie Howe : un but, une passe décisive et un combat. Trois jours plus tard, il reçoit le trophée Lionel-Conacher du meilleur athlète masculin canadien de l'année 2007 puis par la suite, il gagne le trophée Lou-Marsh du meilleur athlète canadien hommes et femmes confondus. Le 1er janvier 2008, les Penguins participent au deuxième match extérieur de la LNH, la Classique hivernale contre les Sabres de Buffalo. Le match qui se joue devant 71 217 spectateurs est remporté par Pittsburgh lors des tirs de fusillade 2 à 1, Crosby inscrivant le but de la victoire.
Le 18 janvier 2008, au cours d'un match contre le Lightning de Tampa Bay, Crosby se blesse sérieusement au bout de 7 min 37 s du début du match. Après avoir essuyé un coup de bâton du défenseur Paul Ranger, Crosby tombe et termine sa course contre la bande. En tentant d'amortir la secousse avec son patin gauche, son pied droit se retrouve coincé sous son corps, si bien qu'il se tord la cheville. Après avoir peiné à se relever, il ne termine pas la rencontre, les médecins diagnostiquant plus tard une entorse à la cheville. Quatre jours plus tard, le verdict tombe : Crosby doit manquer entre six et huit semaines le temps de se remettre. Depuis le début de sa carrière dans la LNH, Crosby n'a manqué que quatre rencontres sur blessure sur 214 rencontres en trois saisons. Cette blessure lui fait manquer le 56e Match des étoiles, pour lequel il a une nouvelle fois été élu en tant que premier joueur par le vote des fans avec 507 274 votes. Il est remplacé par son coéquipier, Malkine.
Sidney Crosby effectue son retour au jeu le mardi 4 mars 2008 contre le Lightning de Tampa Bay mais son retour n'est que de courte durée puisque huit jours plus tard il se blesse à nouveau. Il manque un total de vingt-huit matchs mais en son absence, les Penguins tirent très bien leur épingle du jeu avec seize victoires, huit défaites et quatre défaites en fusillade. Crosby en moins, le Russe Ievgueni Malkine accroît son temps de jeu et se hisse au sommet des pointeurs de la LNH.
Au cours de l'absence du capitaine de l'équipe, Ray Shero, directeur général de l'équipe, fait venir dans l'effectif de l'équipe Marián Hossa et Pascal Dupuis afin de renforcer celle-ci sur les ailes et les résultats suivent puisque l'équipe se qualifie une nouvelle fois pour les séries en décrochant la première place de la division Atlantique. Malkine termine meilleur pointeur de l'équipe avec un total de 106 points contre 72 pour Crosby, deuxième de l'équipe. Ovetchkine termine premier de la LNH avec six points de plus que Malkine et il remporte une grande partie des trophées : Hart, Lester-B.-Pearson, Art-Ross et Maurice-Richard.
Les Penguins parviennent en finale de la Coupe Stanley en battant tour à tour les Sénateurs, 4 matchs 0, les Rangers de New York, 4-1 et enfin les Flyers de Philadelphie, également en cinq matchs. Ils rencontrent en finale de la Coupe les Red Wings de Détroit, champions de la saison régulière. Les deux premiers matchs sont joués à Détroit et Chris Osgood blanchit à deux reprises les Penguins 4-0 et 3-0. Pittsburgh reprend espoir en gagnant la troisième rencontre 3-2 avec deux buts de Crosby mais ils concèdent la défaite lors de la quatrième date. Lors du cinquième match, trois prolongations sont nécessaires et un but de Petr Sýkora pour voir les Penguins l'emporter. Finalement, les Red Wings l'emportent lors du sixième match sur la glace de Pittsburgh et remportent leur onzième Coupe Stanley.

#### La Coupe Stanley (2008-2009)

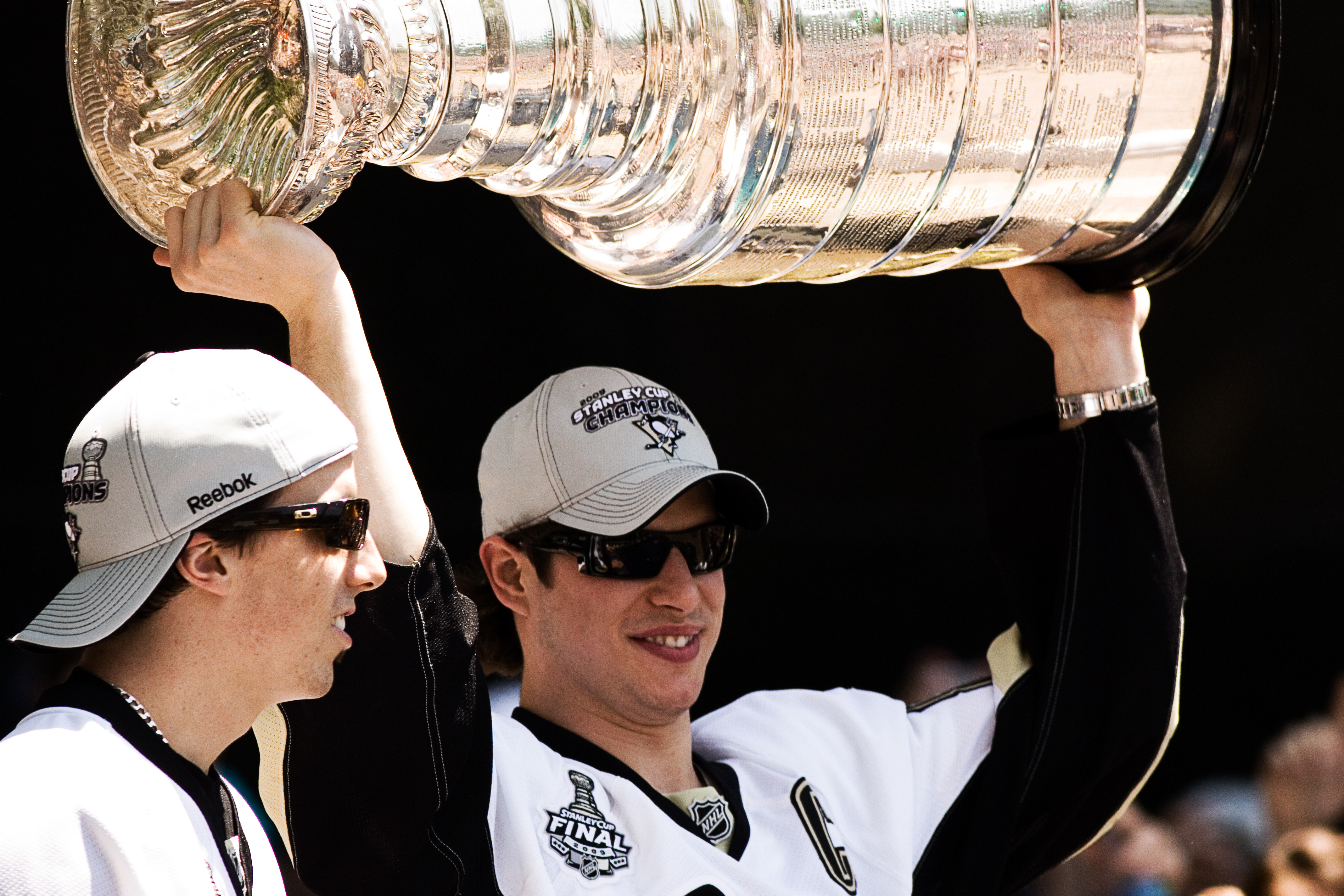
Marc-André Fleury, Sidney Crosby et la Coupe Stanley en 2009.

Au début de la saison 2008-2009, le 18 octobre, les Penguins jouent contre les Maple Leafs de Toronto. Crosby inscrit son premier but de sa saison et réalise également trois passes décisives. Le but est en fait le centième de sa carrière et la première passe des trois sa deux-centième mention d'assistance. En 219 matchs dans la LNH, il totalise ainsi 302 points. Dans le même temps, Malkine récolte également un point par but ce soir-là en réalisant quatre passes décisives et dépasse d'une unité la barre des 200 points en 166 matchs. Fin novembre, il inscrit son deuxième coup du chapeau de la saison, le premier dans la patinoire de Pittsburgh lors d'une victoire 4-1 contre les Devils du New Jersey,. Le 27 décembre 2008, Crosby est désigné numéro un de la liste des 100 People of Power and Influence – les 100 personnes avec le plus de pouvoir et d'influence – par The Hockey News.
Début janvier, Malkine et Crosby sont élus tous les deux pour jouer le 57e Match des étoiles de la LNH aux deux premières places des votes avec 1 713 021 voix et 1 585 936 respectivement mais finalement Crosby ne peut pas participer au match qui se déroule à Montréal en raison d'une blessure.

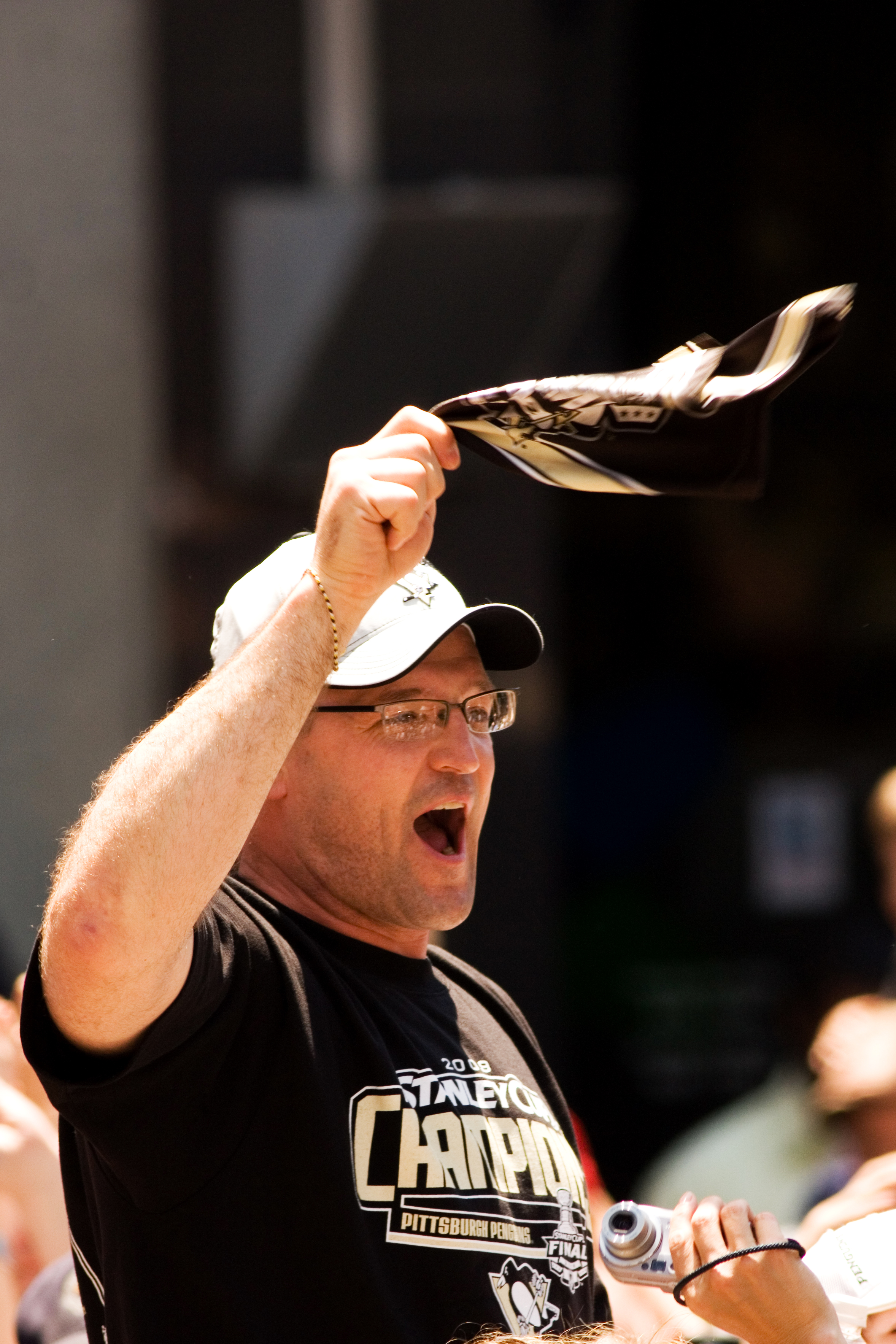
Dan Bylsma arrive en février 2009 derrière le banc de l'équipe et la conduit à la conquête de la Coupe Stanley.

Les Penguins connaissent une fin d'année 2008 et un début 2009 catastrophiques, ne parvenant pas à enchaîner les victoires et finalement le 16 février, Shero renvoie Therrien et Dan Bylsma, entraîneur de Wilkes-Barre/Scranton, est mis en place. Le 7 avril, Crosby inscrit deux buts en supériorité numérique lors de la victoire 6-4 des siens contre le Lightning de Tampa Bay, dépassant pour la troisième saison consécutive la barre des 100 points. Quatre jours plus tard, la saison régulière est terminée et les Penguins sont à la deuxième place de la division derrière les Devils avec sept points de retard, quatrième au total de la conférence. Malkine est le meilleur pointeur de la ligue avec 113 réalisations, trois de plus qu'Ovetchkine et dix de plus que son capitaine, et reçoit alors le trophée Art-Ross.
En séries, les Penguins éliminent au premier tour les Flyers en six matchs alors que lors du dernier match ils sont menés au score 3-0 avant de revenir au jeu, le réveil étant sonné par un combat entre Maxime Talbot des Penguins et Dan Carcillo des Flyers. Au tour suivant, Crosby et ses coéquipiers affrontent les Capitals de Washington emmenés par Ovetchkine. La série se prolonge jusqu'au septième match grâce à notamment une prestation de Semion Varlamov dans les buts des Capitals ainsi qu'aux talents offensifs de Crosby et Ovetchkine. Lors du deuxième match, les deux joueurs inscrivent tour à tour un coup du chapeau pour une victoire 4-3 des Capitals. Chaque équipe remporte les deux matchs à domicile avec des scores élevés et serrés puis les Penguins l'emportent tout de même lors du cinquième sur la glace des Capitals en prolongation avec le but de la victoire inscrit par Malkine alors qu'il tente de faire une passe à Crosby. Les Penguins passent à côté de la qualification lors du sixième match ; le septième match décisif a lieu dans la salle de Washington et après 31 minutes de jeu, les Penguins mènent déjà 5-0. Ils remportent le match et la qualification sur le score de 6 buts à 2.
La finale de conférence est jouée contre les Hurricanes de la Caroline mais ces derniers perdent totalement pied en étant éliminés en quatre matchs. Contrairement à la saison précédente et à la superstition de la LNH, Crosby en accord avec Bill Guerin décide de toucher le trophée Prince de Galles remis au champion de la conférence. Les Penguins retrouvent les champions en titre en finale de la Coupe Stanley, les Red Wings de Détroit. Après les deux premières rencontres et deux défaites de Pittsburgh 1-3, la finale semble prendre le même chemin que la saison passée mais les Penguins gagnent les deux matchs chez eux 4-2. Osgood blanchit les Penguins lors de la cinquième date, 5-0, puis Pittsburgh gagne 2-1 le sixième match. La finale se joue donc au terme d'un septième match joué à Détroit le 12 juin et Crosby soulève la Coupe Stanley à la suite d'une victoire 2-1 des siens grâce à un doublé de Talbot. Avec trente-six points, Malkine est le meilleur pointeur de l'équipe des séries mais également de la LNH, cinq points devant Crosby, deuxième aussi de la LNH. Ce dernier est le meilleur buteur des séries avec un filet de plus que Malkine. Crosby devient le plus jeune capitaine de l'histoire de la LNH à remporter la Coupe Stanley, à l'âge de seulement 21 ans.

#### Champion olympique (2009-2010)

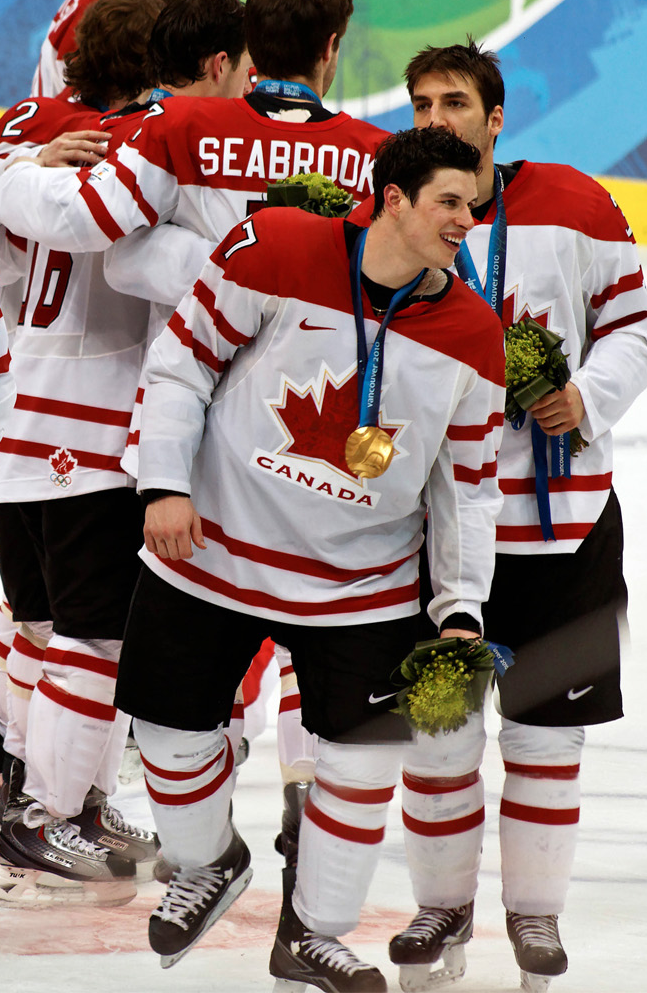
Crosby remporte la médaille d'or avec l'équipe Canada lors des Jeux olympiques d'hiver de 2010.

Après avoir passé la journée de ses 22 ans avec la Coupe Stanley, Crosby et les joueurs des Penguins rencontrent le Président des États-Unis, Barack Obama, le 10 septembre 2009 dans la Maison-Blanche. Les Penguins débutent la saison 2009-2010 le 2 octobre et le lendemain, Crosby inscrit un but et une passe décisive contre les Islanders de New York pour atteindre le plateau des 400 points – il est alors le sixième joueur avec le moins de matchs nécessaires pour dépasser ce plateau. Il lui faut 292 rencontres contre 197 pour Wayne Gretzky, 240 pour Mario Lemieux, 247 pour Peter Šťastný, 277 pour Eric Lindros et enfin 283 pour Mike Bossy. Quelques jours plus tard, il est désigné meilleur joueur dans la LNH par le Sporting News.
En novembre, Crosby est l'un des 12 000 canadiens à porter la flamme olympique pour les Jeux olympiques d'hiver de 2010. Il porte la flamme dans la ville de Halifax dont Cole Harbour, ville naissance de Crosby, est une localité. Fin 2009, Crosby et le gardien des Penguins, Marc-André Fleury sont tous les deux désignés pour faire partie de la délégation canadienne pour les Jeux olympiques qui se déroulent au mois de février à Vancouver au Canada. D'autres joueurs des Penguins sont sélectionnés pour les Jeux : Brooks Orpik avec les États-Unis et Ievgueni Malkine et Sergueï Gontchar pour la Russie. Avant les Jeux, Crosby réalise sa 300e passe décisive sur un but de Guerin lors d'une défaite 5-3 contre les Canadiens de Montréal.
Lors du tournoi masculin des Jeux, le Canada termine la première phase à la sixième place générale. Lors de cette phase, l'équipe compte une victoire 8-0 contre la Norvège et trois passes décisives de Crosby, une victoire à la suite des tirs de fusillade contre les Suisses avec la victoire offerte par Crosby lors de son deuxième tir et enfin une défaite 5-3 contre Orpik et ses coéquipiers. Avec cette sixième place, les Canadiens sont obligés de jouer un tour qualificatif pour continuer l'aventure. Ils jouent ce match contre l'équipe d'Allemagne et le remportent 8 à 2 puis jouent les quarts de finale des séries contre les Russes, premiers de leur groupe au premier tour et ayant eu un match de plus pour se préparer. Alors que beaucoup de personnes attendaient une finale Russie-Canada, le match a lieu dans une phase avancée des séries. Finalement, les Canadiens prennent vite les devants en menant 4-1 dès la fin de la première période et ils gagnent leur place en demi-finale 7-3. Le carré final du tournoi comprend le Canada, les États-Unis, la Finlande et la Slovaquie. Ce sont ces derniers qui sont opposés aux Canadiens en demi-finale et à 10 minutes de la fin de la rencontre les joueurs locaux mènent 3-0. Les Slovaques ne lâchent pas pour autant et le score final est de 3-2 pour les Canadiens à l'issue du temps réglementaire. Les joueurs du Canada sont qualifiés pour la finale qui se joue contre les Américains, seule équipe à avoir battu l'équipe organisatrice jusque-là. À trois minutes de la fin du temps de jeu, le score est de deux buts partout, Jonathan Toews et Corey Perry pour le Canada contre Ryan Kesler et Zach Parisé pour les Américains. Crosby vole un palet à Erik Johnson et part en échappée mais gêné par le retour de Patrick Kane, il laisse échapper la rondelle juste devant Ryan Miller, gardien américain. Les deux équipes jouent donc des prolongations mais au bout de sept minutes, Crosby récupère une passe de Jarome Iginla et réussit à tromper Miller entre ses jambières pour offrir au Canada la huitième médaille d'or au hockey et la quatorzième médaille d'or des Jeux de 2010,.
Les Penguins retournent à la compétition à la suite des Jeux début mars et un mois plus tard, le 8 avril, Crosby dépasse la barre des 500 points en inscrivant un but, son quarante-neuvième de la saison, lors du dernier match de la saison régulière des Penguins dans leur patinoire. À 22 ans et 244 jours, il est le troisième plus jeune joueur de l'histoire à dépasser cette barre symbolique après Gretzky – 21 ans et 52 jours – et Lemieux – 22 ans et 172 jours. Trois jours plus tard, lors du dernier match de la saison, Crosby inscrit deux buts pour dépasser pour la première fois de sa carrière la barre des cinquante buts en une saison. Il termine donc la saison avec 51 buts, autant que Steven Stamkos, et les deux joueurs se voient récompenser par le trophée Maurice-Richard du meilleur buteur de la saison,. Les Penguins terminent à la deuxième place de la division et sont qualifiés pour les séries de la Coupe. Ils rencontrent une nouvelle fois les Sénateurs lors de la première ronde et en viennent à bout en six matchs mais au cours du deuxième tour, ils sont éliminés en sept matchs par les Canadiens de Montréal. Crosby est nommé pour recevoir le trophée Hart du meilleur joueur mais celui-ci revient à Henrik Sedin, meilleur pointeur de la saison avec trois points de plus que le capitaine de Pittsburgh.

#### Une saison écourtée (2010-2011)

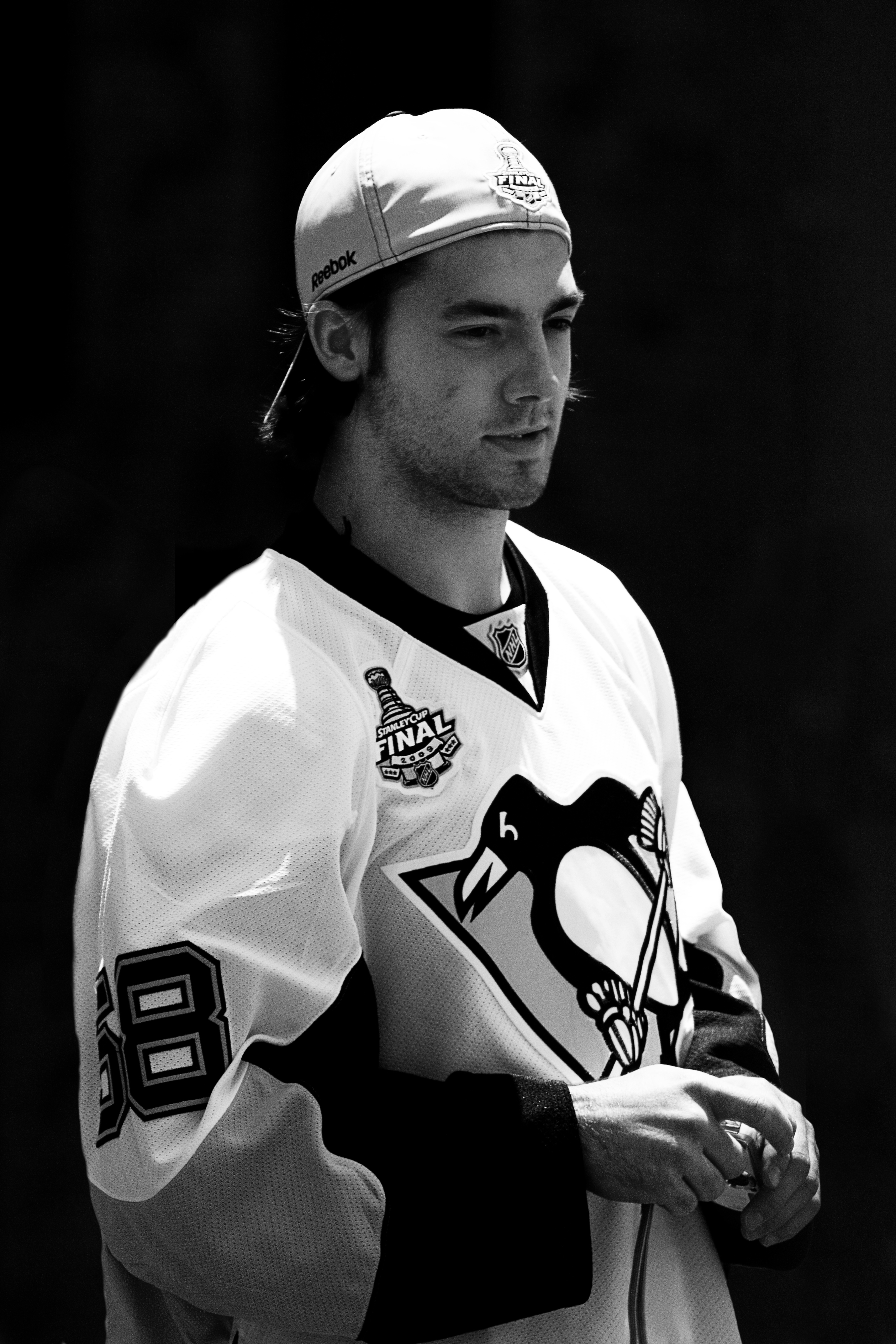
Kristopher Letang, meilleur pointeur pour un défenseur et meilleur passeur des Penguins pour la saison 2010-2011 de la LNH.

Au cours de la saison 2010-2011, il inscrit son deux-centième but de sa carrière dans la LNH le 27 novembre 2010 lors d'une victoire 4-1 contre les Flames de Calgary. Il réalise ce soir-là un coup du chapeau portant son total de buts à 201 alors que dans le même temps, Kristopher Letang, défenseur de l'équipe, inscrit le centième point de sa carrière. Crosby est au milieu d'une série de matchs avec au moins un point par rencontre, série débutée le 3 novembre. Alors qu'au début du mois de décembre, il joue son 400e match dans la LNH, il continue d'inscrire des buts et des passes décisives jusqu'au 29 décembre et une défaite 2-1 en prolongation contre les Islanders de New York. Il réalise ainsi une série de vingt-cinq matchs avec au moins un point, pour 26 buts et 24 passes décisives, la plus longue série depuis les trente matchs consécutifs de Mats Sundin en 1992-1993.
Début janvier, il est une nouvelle fois élu à la première place des joueurs pour le Match des étoiles avec 633 509 votes. Seuls les six joueurs les plus plébiscités sont sélectionnés directement pour le Match des étoiles et Crosby est rejoint par ses coéquipiers Letang, Fleury et Malkine, Jonathan Toews et Duncan Keith, joueurs des Blackhawks de Chicago, étant les deux autres joueurs du groupe de six. Finalement, comme lors des deux Matchs des étoiles précédents, il est obligé d'annuler sa participation à l'événement, à la suite d'une commotion cérébrale subie au début de janvier. Il est remplacé par Paul Stastny de l'Avalanche du Colorado et son coéquipier Malkine, également blessé est remplacé par Jeff Skinner des Hurricanes de la Caroline.
Il manque la totalité de la fin de la saison régulière en raison d'un syndrome post-commotionnel. Il recommence à s'entraîner fin mars avec le reste de l'équipe mais alors que les Penguins finissent deuxième de la division au classement, son retour au jeu n'est toujours pas programmé. Bien que Crosby rate la moitié de la saison régulière, il totalise à la fin du calendrier le plus grand nombre de buts (32) et de points (66) parmi son équipe, étant deuxième meilleur passeur derrière Kristopher Letang. Avec seulement 41 matchs, Crosby réalise le record de la LNH du plus grand nombre de points pour son équipe en peu de parties.
Il rate également les séries éliminatoires lorsque les Penguins perdent contre le Lightning de Tampa Bay dès le premier tour en sept rencontres malgré une avance de 3 victoires à 1.

#### Une nouvelle saison de blessure (2011-2012) puis une saison écourtée (2012-2013)
Crosby manque les débuts de la saison 2011-2012 de la LNH toujours à la suite de sa blessure de janvier. Il revient au jeu après 20 matchs le 21 novembre 2011 ; il inscrit alors deux buts lors de la victoire 5-0 contre les Islanders de New York et compte également deux passes décisives. Après huit rencontres, et douze points, il déclare toujours ressentir les effets de sa blessure et décide d'arrêter une nouvelle fois pour attendre d'être sûr à 100 % que les symptômes ont disparu. Le capitaine des Penguins est de retour le 15 mars avec son équipe et finit la saison avec 22 matchs joués, 8 buts et 29 assistances. Le 30 mars, il devient le septième joueur le plus rapide de la LNH à atteindre 600 points en carrière.
Les Penguins de Pittsburgh sont classés quatrièmes de l'Association de l'Est à l'issue de la saison régulière et débutent ainsi les séries éliminatoires de la Coupe Stanley 2012 à domicile contre les Flyers de Philadelphie. Au bout de trois rencontres, les Penguins n'ont pas remporté une seule partie et ils sont finalement éliminés en six rencontres par l'autre équipe de la Pennsylvanie. À la suite de l'élimination de son équipe, Crosby prouve son engagement dans le temps avec Pittsburgh en signant le 28 juin un contrat de douze saisons pour un montant de 104,4 millions de dollars.
Les débuts de la saison suivante n'ont lieu que le 19 janvier, un lock-out annulant toute la première partie du calendrier. Pendant que d'autres joueurs de la LNH rejoignent des championnats européens de hockey, Crosby décide de rester en Amérique afin de s'entraîner avec ses coéquipiers, Chris Kunitz et Dupuis, et ainsi d'améliorer leur complicité sur la glace.
Leurs efforts sont couronnés de succès quand le 30 mars, Crosby et Kunitz sont, respectivement, premier et troisième au classement des meilleurs pointeurs de la ligue. Il s'agit néanmoins du dernier match de la saison du capitaine de l'équipe alors qu'il subit une blessure : il reçoit le palet dans la mâchoire sur un lancer de Brooks Orpik. Entretemps, le 24 février, il totalise 637 points depuis ses débuts, passant ainsi au classement des meilleurs pointeurs de l'histoire de la franchise à la troisième place. Avec 56 points, il termine meilleur pointeur de son équipe et troisième de la LNH à égalité avec Ovetchkine, un point derrière Stamkos et quatre derrière Martin St-Louis. Il est candidat à la fin de la saison à trois trophées de la LNH : le trophée Ted-Lindsay, le trophée Hart et le trophée Bill-Masterton.
L'équipe se classe à la première place de la division mais également de l'Association et élimine au premier tour les Islanders de New York, 4-2, puis les Sénateurs d'Ottawa, 4-1. Lors du deuxième match de la série contre Ottawa, le 17 mai, Crosby réalise son deuxième tour du chapeau en série de sa carrière et devient le quatrième meilleur pointeur de l'histoire des Penguins en série. En finale de l'Association de l'Est, les Penguins font face aux Bruins de Boston, quatrième au classement de l'Est. Malgré cette différence de classement, l'équipe de Crosby est éliminée en quatre matchs sans réponse. Le 15 juin, lors du deuxième match de la finale opposant les Bruins aux Blackhawks de Chicago, les trophées de la LNH sont remis et Crosby remporte le trophée Ted-Lindsay.

#### De nouveaux champion Olympique (2013-2014) puis champion du monde (2014-2015)
Crosby inscrit le 700e point de sa carrière dans la LNH le 29 novembre lors de son 497e match, le plus petit total de match nécessaire à un joueur pour atteindre cette barre symbolique. Après un bon début de saison des Penguins, fin janvier, Crosby est nommé pour la première fois de sa carrière capitaine de l'équipe qui représentera le Canada lors des Jeux olympiques de 2014 joués à Sotchi en Russie. Avec trois victoires dont une en prolongation, le Canada se classe premier de sa poule à l'issue du premier tour et accède directement aux quarts-de-finale. Crosby réalise une passe décisive lors des deuxième et troisième rencontre de son pays. Les Canadiens éliminent en quart-de-finale la Lettonie 2-1 avant de battre les États-Unis en demi-finale 1-0. La finale du tournoi masculin oppose le Canada, dernier champion olympique, à la Suède, champion du monde en titre. Carey Price réalise un blanchissage alors que Jonathan Toews, Sidney Crosby et Chris Kunitz marquent chacun un but pour une nouvelle victoire du Canada. Le but de Crosby, le deuxième de la partie, arrive à un moment crucial du match, démoralisant les Suédois.
De retour dans la LNH, Crosby finit la saison régulière avec 36 buts et 68 assistances pour un total de 104 points, lui permettant de remporter son deuxième trophée Art-Ross. Il termine la saison avec 60 matchs où il marque au moins un point sur 80 joués. Son équipe termine la saison régulière à la première place de sa division et deuxième de l'Association de l'Est derrière les Bruins de Boston. Après un premier tour en séries éliminatoires réussi face aux Blue Jackets de Columbus 4-2, les Penguins s'inclinent en sept matchs face aux Rangers de New York le tour suivant, après avoir mené 3-1 dans la série. En plus du trophée Art-Ross, Crosby remporte les trophées Hart et Ted-Lindsay, saluant le meilleur joueur de l'année selon les journalistes et selon les joueurs.
Crosby réalise une bonne saison 2014-2015 sur le plan individuel avec un total de 84 points en 77 matchs joués et, notamment, une partie à 5 points lors de la victoire des siens 6-1 contre Buffalo le 8 octobre. Pittsburgh se qualifie pour les séries éliminatoires en 7e position de l'Association de l'Est mais ne peut éviter l'élimination 4-1 au premier tour face à New York malgré un bon deuxième match où Crosby permet à son équipe de gagner en marquant 2 buts. Le dernier match de la série a lieu le 24 avril et moins d'une semaine plus tard, l'entraîneur de l'équipe du Canada annonce que Crosby participera au championnat du monde 2015 en tant que capitaine de son pays.
Le Canada remporte les sept matchs joués lors de la phase de qualification, leur capitaine marquant 3 buts et réalisant 4 aides sur les 49 buts inscrits par sa formation. Les Canadiens passent tous les tours de la phase finale en battant la Biélorussie 9-0 puis la République tchèque 2-0, Mike Smith réalisant deux blanchissages. La finale oppose le Canada à la Russie avec Crosby d'un côté et Malkine de l'autre. Ce sont les Canadiens qui s'imposent finalement sur la marque de 6-1, Crosby inscrivant un but et une aide alors que Malkine inscrit l'unique but de son équipe. Crosby remporte donc son premier titre de champion du monde après avoir gagné la Coupe Stanley et deux fois le titre de champion olympique et devient alors le 26e membre du Club Triple Or.

#### Une deuxième Coupe Stanley (2015-2016)

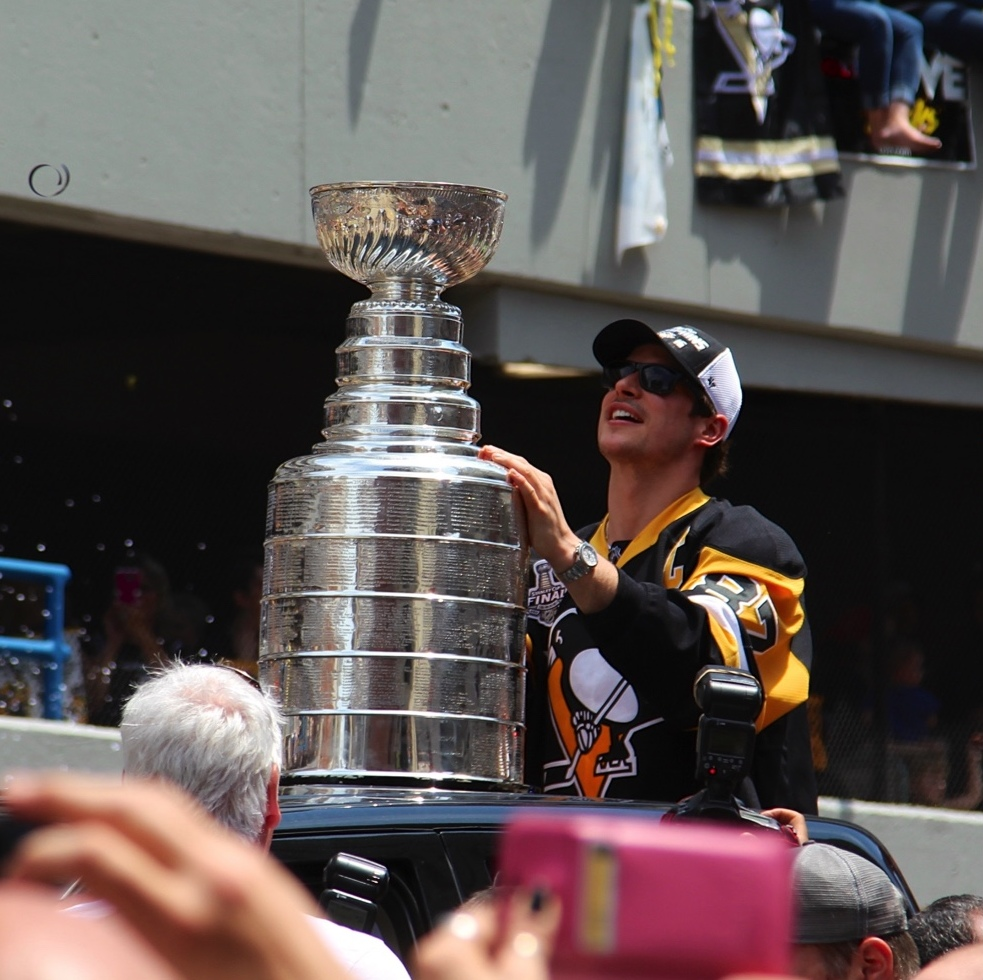
Crosby et la Coupe Stanley en 2016.

La première partie de saison 2015-2016 est plutôt mitigée pour Crosby et les Penguins qui changent d'entraîneur à la mi-décembre avec l'arrivée de Mike Sullivan. L'équipe monte en puissance au fil de la saison : elle se classe deuxième de l'association de l'Est, derrière Washington, alors que Crosby finit troisième meilleur pointeur de la LNH avec 36 buts et 49 aides soit 85 points, 4 de moins que Jamie Benn et 21 points derrière Patrick Kane. Les trois joueurs sont d'ailleurs nommés pour le trophée Hart à l'issue de la saison régulière.
Le premier tour des séries éliminatoires voit Pittsburgh affronter les Rangers de New York pour la troisième fois en trois ans. Contrairement aux deux années précédentes, ce sont les Penguins qui sortent vainqueurs en cinq matchs, Crosby inscrivant 8 points sur l'ensemble des matchs, dont un but et deux assistances dans le premier match.
Au tour suivant, les Penguins jouent contre les Capitals de Washington et Aleksandr Ovetchkine. Le collectif de Pittsburgh finit par s'imposer 4-2 grâce à trois succès en prolongations. Ils atteignent une nouvelle fois la finale de l'Association à l'Est, face aux finalistes de la précédente édition, Tampa Bay. Après la perte du premier match, Crosby s'illustre en marquant le but de la victoire après 40 secondes de jeu dans la prolongation de la deuxième partie. Il marque également un but lors de la victoire 4-2 de la troisième rencontre. Cependant, le Lightning prend une option sur la finale de LNH en remportant les deux rencontres suivantes. Le sixième match, qui peut être décisif a lieu à Tampa mais Pittsburgh prend le match à son compte et s'impose finalement 5-2 avec deux points du capitaine. Le match 7, joué à Pittsburgh se décide au deuxième tiers-temps et se solde par une victoire finale des Penguins 2-1. Ils atteignent ainsi, pour la première fois depuis leur victoire de 2009, la finale de la Coupe Stanley et sont opposés aux Sharks de San José.
Pittsburgh remporte les deux premiers matchs, avec une assistance de Crosby à chaque match, notamment lors du but vainqueur en prolongation de Conor Sheary du match numéro 2. San José parvient à s'imposer aussi en prolongation lors du troisième match, mais ne peut éviter la défaite dans le match 4, tombant sur un excellent Matt Murray devant les filets des Penguins. Pittsburgh manque de concrétiser sur leur glace leur victoire en s'inclinant 2-4 lors du match 5. La sixième rencontre de la série est donc jouée à San José et les Penguins s'imposent finalement 3-1 avec deux assistances de leur capitaine.
Les Penguins remportent ainsi la quatrième Coupe Stanley de leur histoire après 1991, 1992 et 2009. Sidney Crosby est auréolé du trophée Conn-Smythe récompensant le joueur le plus utile, grâce à ses 6 buts et 13 assistances sur l'ensemble des séries. Il devient le dixième joueur à obtenir en carrière le trophée Hart et le Conn-Smythe, et le seul avec Joe Sakic à avoir en plus remporté la médaille d'or aux Jeux olympiques, aux championnats du monde et aux mondiaux des moins de 20 ans.

#### Une troisième Coupe Stanley (2016-2017)
La saison 2016-2017 de la LNH débute mal Crosby qui rate le début de saison en raison d'une nouvelle commotion cérébrale, la troisième de sa carrière. Il ne manque finalement que 6 rencontres ; au cours des 45 premiers matchs auxquels il participe, il inscrit 30 buts puis le 16 février 2017, sur une passe décisive, il inscrit le 1000e point de sa carrière dans la LNH. À 29 ans et 193 jours, il est le 11e joueur le plus jeune à dépasser cette barre symbolique. Il termine la saison avec 89 points, troisième pointeur de la saison, dont 44 buts, le plus haut total de 2016-2017. Il reçoit ainsi son deuxième trophée Maurice-Richard en tant que buteur par excellence du circuit.

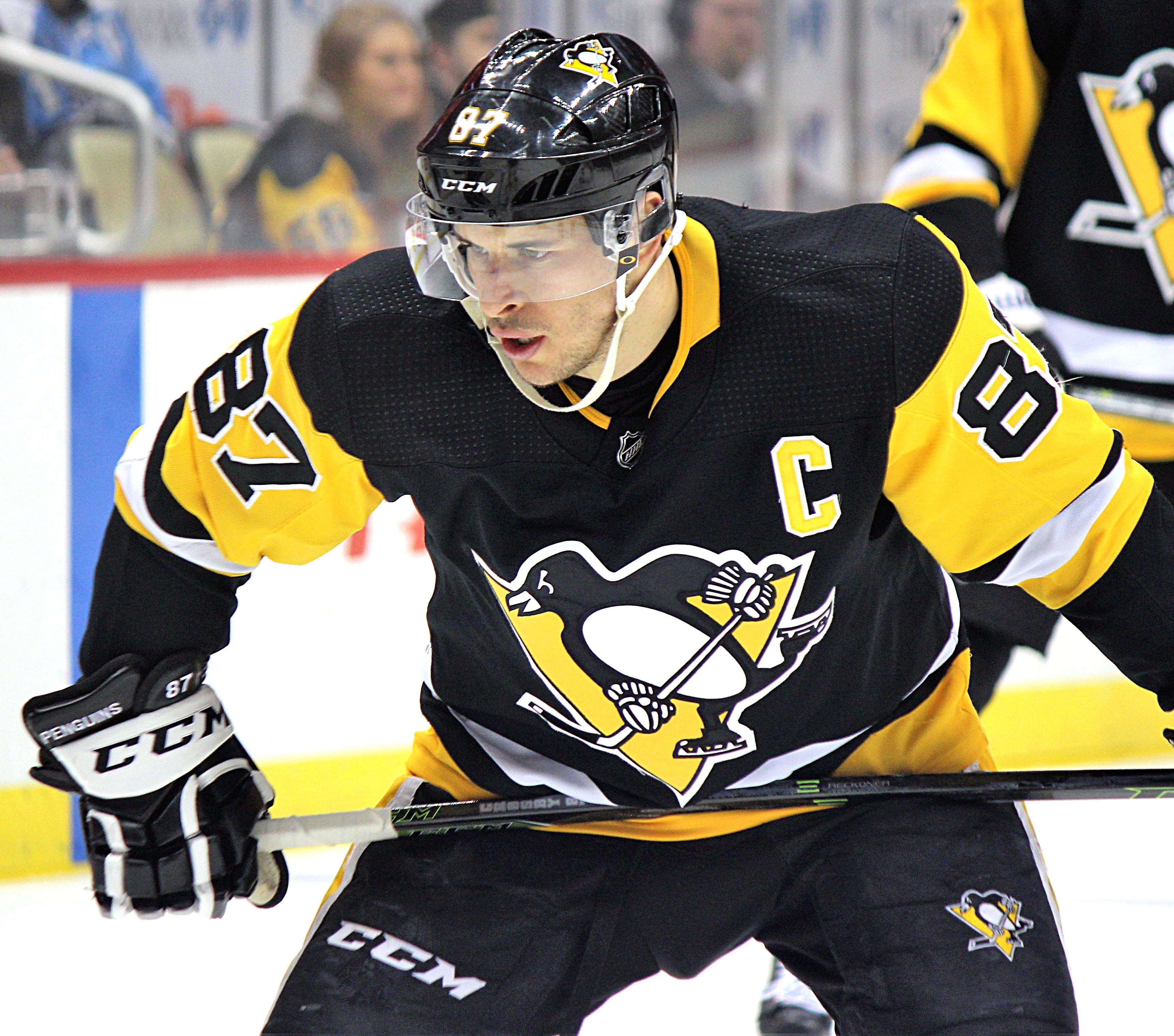
Sidney Crosby en 2018.

L'équipe des Penguins se classe deuxième de la division Métropolitaine et battent au premier tour des séries 2017 les Blue Jackets de Columbus en 5 matchs avec 7 points inscrits par le capitaine. Les Penguins rencontrent les Capitals au deuxième tour des séries. Ils remportent les deux premiers matchs sur la glace de Washington avec deux buts et deux aides de leur capitaine mais au cours du troisième match, ce dernier subit une nouvelle blessure après avoir été pris pour cible par Ovetchkine et Matt Niskanen. Pittsburgh s'incline lors de cette troisième soirée, mais remporte le quatrième sans Crosby. Les Penguins réussissent finalement à éliminer les Capitals en sept matchs pour atteindre une nouvelle fois la finale de l'Association. Crosby et les siens affrontent Ottawa au cours de cette finale qui nécessite également sept rencontres. Au cours du septième match et de 60 minutes de jeu, les deux équipes sont à égalité 2 buts partout. Il faudra deux prolongations pour voir les Penguins s'imposer : Crosby récupère le palet dans sa zone et le transmet à Justin Schultz. Ce dernier part en contre-attaque avec Kunitz qui parvient à inscrire le but de la qualification.
La finale 2017 de la Coupe Stanley voit l'opposition entre les Penguins et les Predators de Nashville, présents pour la première fois en finale. Dominés lors des deux premiers matchs, les Penguins s'imposent tout de même lors des deux rencontres jouées à domicile 5-3 et 4-1. Nashville continue sa poussée lors des deux rencontres suivantes et la série est remise à égalité deux matchs partout. Le cinquième match de la finale est joué à Pittsburgh et les locaux s'imposent finalement 6-0 avec 3 mentions d'assistance pour Crosby et un blanchissage de Murray. Crosby compte alors 20 points en finale de la Coupe Stanley, le plus haut total pour un joueur des Penguins, un de plus que Lemieux. Les Penguins remportent finalement une nouvelle Coupe Stanley, la 5e de leur histoire, la 3e de Crosby et surtout la 2e en deux saisons. Crosby finit les séries avec 26 points, un de moins que Malkine, et remporte le trophée Conn-Smythe une nouvelle fois. Il est le troisième joueur de l'histoire de la LNH à gagner le trophée du meilleur joueur des séries deux années de suite après Bernie Parent en 1974 et 1975 et Mario Lemieux en 1991 et 1992.
En 2017, au côté de son rival Ovetchkine, il est nommé parmi les 100 plus grands joueurs de la LNH.

#### Depuis 2018
Au cours de la saison 2018-2019 il est sélectionné pour le match des étoiles de la LNH pour une 8e fois en carrière. Crosby inscrit 4 buts et 4 passes, menant la Division Métropolitaine à la victoire. Ces efforts lui ont permis de mettre la main sur son premier titre de meilleur joueur du match des étoiles, faisant de lui le sixième joueur de l'histoire de la ligue à remporter ce titre après avoir mis la main sur le trophée Conn-Smythe et le trophée Hart. Lors de cette saison il surpasse Mario Lemieux pour le nombre de parties disputées avec la franchise des Penguins (916) et passe au second rang des joueurs avec le plus de points inscrits dans l'uniforme de Pittsburgh avec son 440e but en carrière le 3 mars 2019 dans une victoire 5-1 contre les Canadiens de Montréal,. Deux jours plus tard, il devient le 48e joueur de l'histoire de la LNH à inscrire au moins 1 200 points en carrière. De plus, il atteint le cap des 100 points pour la première fois depuis 2014. Les Penguins participent aux séries pour la 8e fois d'affilée mais l'équipe est éliminée au premier tour en seulement quatre parties lors desquelles Crosby est cantonné à un seul point.
Le 8 avril 2023, dans une victoire 5 à 1 face aux Red Wings de Détroit, Crosby inscrit trois points et atteint le cap des 1 500 points en carrière. Il devient le 15e joueur de la LNH à franchir ce plateau.
À la dernière année de son contrat de 12 ans, Crosby signe une prolongation de contrat de deux ans le 16 septembre 2024. Cette entente lui rapportera une valeur annuelle de 8,7 millions $.
Crosby remporte la médaille d’or avec le Canada lors de la confrontation des quatre nations en février 2025.

### Talent incontesté, mais joueur critiqué
Reconnu comme étant l'un des meilleurs joueurs de la Ligue nationale de hockey, adulé à Pittsburgh, le Canadien est cependant loin d'avoir le respect qu'il pourrait attendre et de faire l'unanimité auprès des fans de certaines autres équipes, ceux-ci l'accusant de faire parfois preuve d'actes anti-sportifs et d'anti-jeu. Il est en effet l'objet de critiques à la suite de quelques actions assez litigieuses lors desquelles il semble, pour ses détracteurs, perdre trop facilement l'équilibre et tomber aisément afin d'obtenir des pénalités, restant parfois de longues secondes au sol. Jaromír Jágr va même jusqu'à le lui dire en face lors d'un match. Il est ainsi accusé de s'être laissé tomber lors d'un match face aux Rangers de New York par l'entraîneur Tom Renney et Martin Straka en 2008.
Crosby décline l'invitation du Canada pour participer au championnat du monde 2010 alors que ses coéquipiers Malkine et Gontchar décident de rejoindre leur sélection[réf. souhaitée]. Le directeur de la communication de la Fédération internationale de hockey sur glace (IIHF), Szymon Szemberg, publie au cours de la compétition un texte nommé « Saying no to your country » dans lequel il critique le refus de certaines vedettes disponibles, dont Crosby, de prendre part à la compétition. Crosby est alors défendu par Hockey Canada. L'article est rapidement supprimé, le président de l'IIHF René Fasel s'excuse de cette publication et présente également ses excuses à Pat Brisson, l'agent de Crosby.

## Trophées et records

### Records
Crosby détient plusieurs records aussi bien dans la Ligue nationale de hockey qu'avec les Penguins :
- meilleur total d'aides et de points pour une recrue des Penguins - 63 et 102 ;
- première recrue à dépasser la barre des 100 points et des 100 minutes de pénalité ;
- plus jeune joueur de l'histoire de la LNH à :
  - dépasser la barre des 100 points en une saison,
  - atteindre la barre des 200 points dans sa carrière (19 ans et 207 jours),
  - avoir deux saisons consécutives à plus de 100 points,
  - gagner le trophée Art-Ross,
  - gagner le trophée Lester-B.-Pearson,
  - être nommé capitaine d'une franchise[Note 6],
  - gagner la coupe Stanley à titre de capitaine en 2009 ;
- plus jeune joueur à remporter le championnat des marqueurs de son sport, pour les quatre ligues de sport majeur en Amérique du Nord confondue (LNH, NBA, NFL, LMB).

### Trophées de la Ligue de hockey junior majeur du Québec
- 2003-2004
  - trophée Jean-Béliveau du meilleur pointeur
  - Coupe Telus du joueur offensif de l'année
  - trophée Michel-Brière du meilleur joueur de la saison
  - trophée Paul-Dumont de la personnalité de l’année
  - trophée Michel-Bergeron de la meilleure recrue offensive
  - Coupe RDS de la meilleure recrue de la saison
- 2004-2005
  - trophée Jean-Béliveau
  - Coupe Telus
  - trophée Michael-Bossy du meilleur espoir de la saison
  - trophée Michel-Brière
  - trophée Paul-Dumont
  - trophée Guy-Lafleur du joueur le plus utile dans les séries éliminatoires
  - 2e dans le scrutin de l'athlète canadien de l'année

### Trophées et honneurs personnels (Ligue canadienne de hockey)
- 2003-2004
  - joueur de l'année
  - meilleur pointeur
  - Canada Post Cup
  - recrue de l'année
- 2004-2005
  - joueur de l'année
  - meilleur pointeur
  - Canada Post Cup
  - meilleur espoir de la ligue
  - membre de la première équipe d'étoiles
  - trophée Ed-Chynoweth du meilleur pointeur de la Coupe Memorial 2005

### Trophées et honneurs personnels (LNH)
- 2005-2006
  - recrue du mois d'octobre 2005[193]
  - sélectionné dans l'équipe type des recrues
- 2006-2007
  - participe au 55e Match des étoiles (1)[194], premier joueur élu au vote des partisans avec 825 783 votes
  - trophée Mark-Messier du leadership en janvier 2007
  - trophée Art-Ross du meilleur pointeur[195]
  - trophée Hart du meilleur joueur selon les journalistes
  - Trophée Lester-B.-Pearson du meilleur joueur selon ses pairs

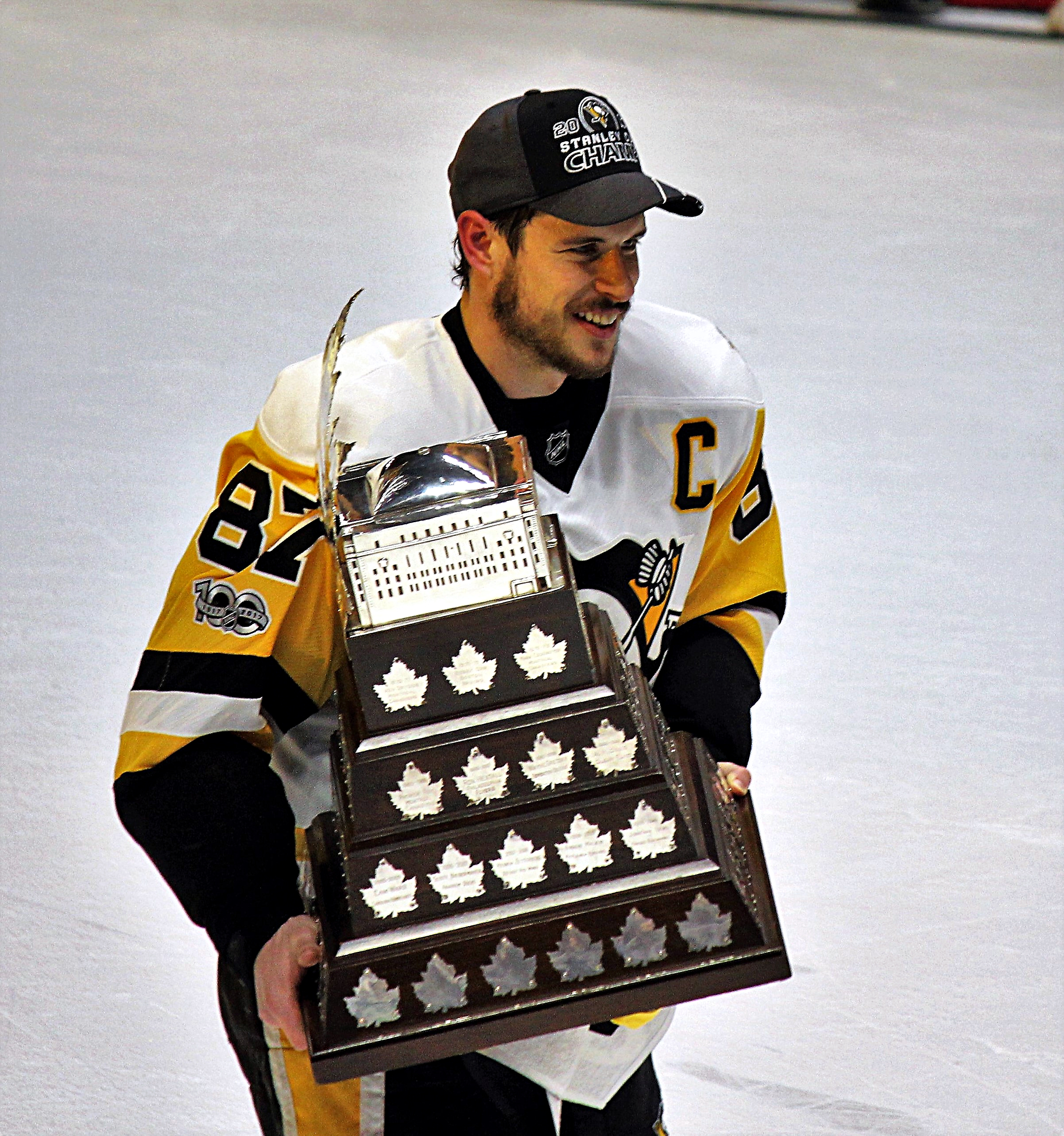
Crosby et le trophée Conn-Smythe en 2017

  - sélectionné dans la première équipe d'étoiles
- 2007-2008 : participe au 56e Match des étoiles (2), premier joueur élu au vote des fans avec 507 274 votes
- 2008-2009 :
  - participe au 57e Match des étoiles (3), premier joueur élu au vote des fans avec 1 713 021 votes
  - vainqueur de la coupe Stanley avec les Penguins de Pittsburgh
- 2009-2010 :
  - trophée Maurice-Richard du meilleur buteur en compagnie de Steven Stamkos avec 51 buts chacun
  - sélectionné dans la deuxième équipe d'étoiles
- 2010-2011 : sélectionné pour le 58e match des étoiles (4), premier joueur élu au vote des fans avec 635 509 votes

- 2012-2013 :
  - sélectionné dans la première équipe d'étoiles
  - trophée Ted-Lindsay
- 2013-2014 :
  - trophée Art-Ross
  - trophée Hart
  - trophée Ted-Lindsay[196]
  - sélectionné dans la première équipe d'étoiles[197]
- 2014-2015 : invité au 60e Match des étoiles mais n'y participe pas en raison d'une blessure (5)
- 2015-2016 :
  - sélectionné dans la première équipe d'étoiles
  - trophée Conn-Smythe du meilleur joueur des séries
  - coupe Stanley
- 2016-2017 :
  - sélectionné pour le 62e match des étoiles en tant que capitaine (6)
  - trophée Maurice-Richard du meilleur buteur[198]
  - trophée Conn-Smythe du meilleur joueur des séries
  - sélectionné dans la deuxième équipe d'étoiles[199]
  - nommé parmi les 100 plus grands joueurs de la LNH à l'occasion du centenaire de la ligue[200]
  - vainqueur de la coupe Stanley avec les Penguins de Pittsburgh
- 2017-2018 :
  - sélectionné pour le 63e Match des étoiles (7)
- 2018-2019 :
  - sélectionné pour le 64e Match des étoiles (8)
  - nommé meilleur joueur du Match des étoiles[201]
  - sélectionné dans la deuxième équipe d'étoiles
- 2022-2023 : participe au 67e Match des étoiles (9)
- 2023-2024 :
  - participe au 68e Match des étoiles (10)
  - 19e saison avec une moyenne égale ou supérieure à un point par match, un record de la LNH qu’il partage maintenant avec Wayne Gretzky[202].

### Autres honneurs
- trophée Lionel-Conacher, de l’Athlète masculin de l'année 2007 selon la Presse canadienne. Il est alors le premier joueur de hockey sur glace à remporter ce titre depuis Mario Lemieux en 1993.
- trophée Lou-Marsh, remis à la personne jugé Athlète de l'année au Canada, récipiendaire en 2007.
- Ligue de hockey junior Maritimes Québec - 87, retrait de son numéro de chandail à travers toutes les équipes de la ligue, 2019[203]
- Ligue de hockey junior Maritimes Québec - Trophée Sidney-Crosby, remis au meilleur joueur recrue de la saison et renommé en son honneur le 11 février 2025.
- Nommé à l'Ordre du Canada en 2022, avec le rang d'officier[204].

## Statistiques

### Statistiques en club
| Saison     | Équipe                     | Ligue          |       | Saison régulière | Saison régulière | Saison régulière | Saison régulière | Saison régulière | Saison régulière |    | Séries éliminatoires | Séries éliminatoires | Séries éliminatoires | Séries éliminatoires | Séries éliminatoires | Séries éliminatoires |
| Saison     | Équipe                     | Ligue          | PJ    | B                | A                | Pts              | Pun              | +/-              | PJ               | B  | A                    | Pts                  | Pun                  | +/-                  |                      |                      |
| 2001-2002  | Subways de Dartmouth       | NSMHL          | 74    | 95               | 98               | 193              | 114              | -                | 7                | 11 | 13                   | 24                   | 0                    | -                    |                      |                      |
| 2002-2003  | Shattuck-St. Mary's School | High School MN | 57    | 72               | 90               | 162              | -                | -                | -                | -  | -                    | -                    | -                    | -                    |                      |                      |
| 2003-2004  | Océanic de Rimouski        | LHJMQ          | 59    | 54               | 81               | 135              | 74               | -                | 9                | 7  | 9                    | 16                   | 10                   | -                    |                      |                      |
| 2004-2005  | Océanic de Rimouski        | LHJMQ          | 62    | 66               | 102              | 168              | 84               | -                | 13               | 14 | 17                   | 31                   | 16                   | -                    |                      |                      |
| 2005       | Océanic de Rimouski        | Coupe Memorial | -     | -                | -                | -                | -                | -                | 5                | 6  | 5                    | 11                   | 6                    | -                    |                      |                      |
| 2005-2006  | Penguins de Pittsburgh     | LNH            | 81    | 39               | 63               | 102              | 110              | -1               | -                | -  | -                    | -                    | -                    | -                    |                      |                      |
| 2006-2007  | Penguins de Pittsburgh     | LNH            | 79    | 36               | 84               | 120              | 60               | +10              | 5                | 3  | 2                    | 5                    | 4                    | 0                    |                      |                      |
| 2007-2008  | Penguins de Pittsburgh     | LNH            | 53    | 24               | 48               | 72               | 39               | +18              | 20               | 6  | 21                   | 27                   | 12                   | +7                   |                      |                      |
| 2008-2009  | Penguins de Pittsburgh     | LNH            | 77    | 33               | 70               | 103              | 76               | +3               | 24               | 15 | 16                   | 31                   | 14                   | +9                   |                      |                      |
| 2009-2010  | Penguins de Pittsburgh     | LNH            | 81    | 51               | 58               | 109              | 71               | +15              | 13               | 6  | 13                   | 19                   | 6                    | +6                   |                      |                      |
| 2010-2011  | Penguins de Pittsburgh     | LNH            | 41    | 32               | 34               | 66               | 31               | +20              | -                | -  | -                    | -                    | -                    | -                    |                      |                      |
| 2011-2012  | Penguins de Pittsburgh     | LNH            | 22    | 8                | 29               | 37               | 14               | +15              | 6                | 3  | 5                    | 8                    | 9                    | -3                   |                      |                      |
| 2012-2013  | Penguins de Pittsburgh     | LNH            | 36    | 15               | 41               | 56               | 16               | +26              | 14               | 7  | 8                    | 15                   | 8                    | -3                   |                      |                      |
| 2013-2014  | Penguins de Pittsburgh     | LNH            | 80    | 36               | 68               | 104              | 46               | +18              | 13               | 1  | 8                    | 9                    | 4                    | -4                   |                      |                      |
| 2014-2015  | Penguins de Pittsburgh     | LNH            | 77    | 28               | 56               | 84               | 47               | +5               | 5                | 2  | 2                    | 4                    | 0                    | +1                   |                      |                      |
| 2015-2016  | Penguins de Pittsburgh     | LNH            | 80    | 39               | 46               | 85               | 42               | +19              | 24               | 6  | 13                   | 19                   | 4                    | -2                   |                      |                      |
| 2016-2017  | Penguins de Pittsburgh     | LNH            | 75    | 44               | 45               | 89               | 24               | +17              | 24               | 8  | 19                   | 27                   | 10                   | +4                   |                      |                      |
| 2017-2018  | Penguins de Pittsburgh     | LNH            | 82    | 29               | 60               | 89               | 46               | 0                | 12               | 9  | 12                   | 21                   | 6                    | +7                   |                      |                      |
| 2018-2019  | Penguins de Pittsburgh     | LNH            | 82    | 35               | 65               | 100              | 36               | 18               | 4                | 0  | 1                    | 1                    | 2                    | -4                   |                      |                      |
| 2019-2020  | Penguins de Pittsburgh     | LNH            | 41    | 16               | 31               | 47               | 15               | -8               | 4                | 2  | 1                    | 3                    | 0                    |                      |                      |                      |
| 2020-2021  | Penguins de Pittsburgh     | LNH            | 55    | 24               | 38               | 62               | 26               | +8               | 6                | 1  | 1                    | 2                    | 2                    | -2                   |                      |                      |
| 2021-2022  | Penguins de Pittsburgh     | LNH            | 69    | 31               | 53               | 84               | 32               | +19              | 6                | 2  | 8                    | 10                   | 2                    | +2                   |                      |                      |
| 2022-2023  | Penguins de Pittsburgh     | LNH            | 82    | 33               | 60               | 93               | 52               | +8               | -                | -  | -                    | -                    | -                    | -                    |                      |                      |
| 2023-2024  | Penguins de Pittsburgh     | LNH            | 82    | 42               | 52               | 94               | 40               | +7               | -                | -  | -                    | -                    | -                    | -                    |                      |                      |
| 2024-2025  | Penguins de Pittsburgh     | LNH            | 80    | 33               | 58               | 91               | 31               | -20              | -                | -  | -                    | -                    | -                    | -                    |                      |                      |
| Totaux LNH | Totaux LNH                 | Totaux LNH     | 1 352 | 625              | 1 062            | 1 687            | 854              | +197             | 180              | 71 | 130                  | 201                  | 83                   | +18                  |                      |                      |

### Statistiques en équipe nationale
| Année | Équipe         | Compétition                        |   | PJ | B | A  | Pts | Pun | +/-               |  | Résultat |
| 2003  | Canada -18 ans | Coupe du monde des moins de 18 ans | 5 | 4  | 2 | 6  | 10  |     | 4e place          |  |          |
| 2004  | Canada junior  | Championnat du monde junior        | 6 | 2  | 3 | 5  | 4   | +4  | Médaille d'argent |  |          |
| 2005  | Canada junior  | Championnat du monde junior        | 6 | 6  | 3 | 9  | 4   | +4  | Médaille d'or     |  |          |
| 2006  | Canada         | Championnat du monde               | 9 | 8  | 8 | 16 | 10  | +7  | 4e place          |  |          |
| 2010  | Canada         | Jeux olympiques                    | 7 | 4  | 3 | 7  | 4   | +2  | Médaille d'or     |  |          |
| 2014  | Canada         | Jeux olympiques                    | 6 | 1  | 2 | 3  | 0   | +4  | Médaille d'or     |  |          |
| 2015  | Canada         | Championnat du monde               | 9 | 4  | 7 | 11 | 2   | +1  | Médaille d'or     |  |          |
| 2016  | Canada         | Coupe du monde                     | 6 | 3  | 7 | 10 | 0   | +8  | Vainqueur         |  |          |
| 2025  | Canada         | Confrontation des 4 nations        | 4 | 1  | 4 | 5  | 2   | +2  | Vainqueur         |  |          |
| 2025  | Canada         | Championnat du monde               | 8 | 4  | 8 | 12 | 6   | +8  | 5e place          |  |          |